# Musée archéologique de Nauplie
Le musée archéologique de Nauplie est un musée consacré à la préhistoire et à l'archéologie de l'Argolide, depuis le Paléolithique jusqu'à l'époque romaine. Il est situé à Nauplie, dans le Péloponnèse, en Grèce.

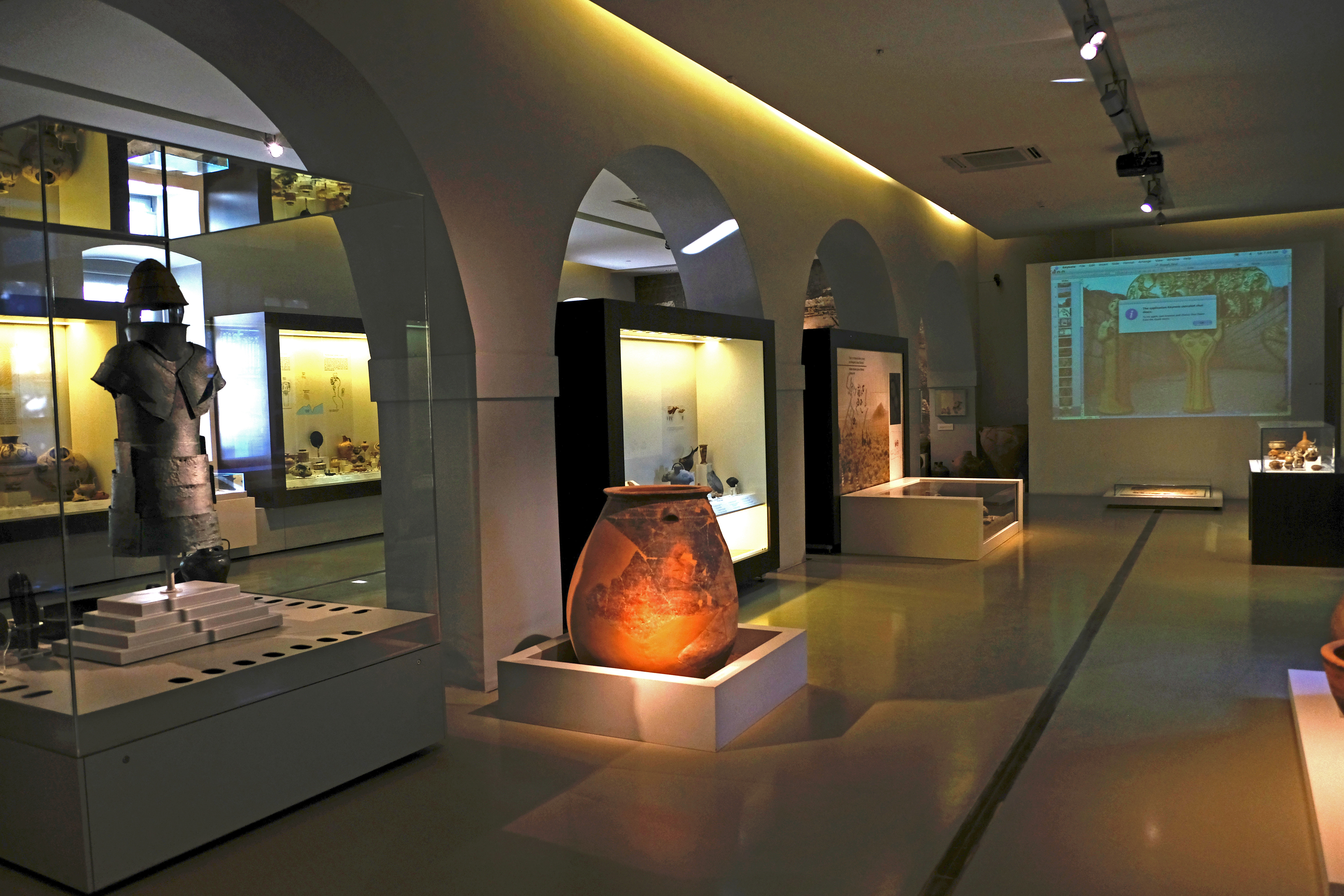
Salle du premier étage.

Le musée se trouve sur la place principale de la vieille ville (place Syntagma, grec moderne : Πλατεία Συντάγματος, « place de la Constitution »), dont il limite le côté ouest. Il est installé, depuis les années 1930, dans l'ancien arsenal vénitien, construit en 1713.

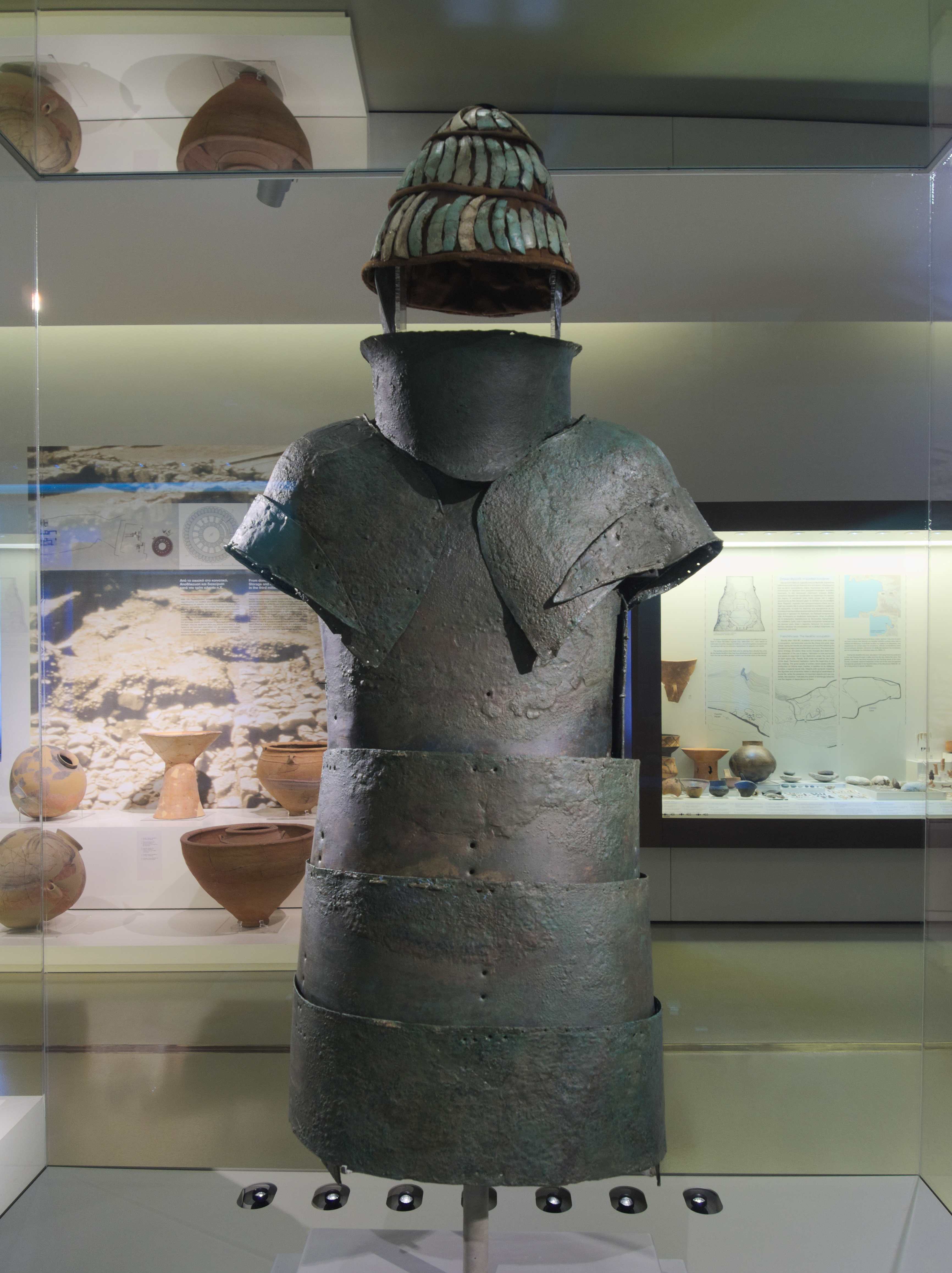
Armure mycénienne de Dendra. Nécropole de Dendra,

Les collections sont exposées sur deux niveaux, au premier et au deuxième étages du bâtiment. Elles se développent chronologiquement en commençant par le premier niveau. Le musée a fait l'objet d'une complète rénovation, financée par le gouvernement grec et par l'Union européenne, de 2003 à 2008 et les collections sont présentées suivant les techniques de la muséographie contemporaine.
L'objet le plus remarquable du musée, par son caractère unique, est sans doute l'armure mycénienne de Dendra, en plaques de bronze et lanières de cuir, au casque décoré de dents de sangliers.
En dehors du matériel provenant directement des fouilles, le musée abrite aussi la collection Glymenopoulos (céramique peinte), ainsi que d'autres dons ou legs. Dans la collection Glymenopoulos, on remarque une amphore panathénaïque attribuée au peintre du Mastos (vers 530-520 av. J.-C.).

## Préhistoire

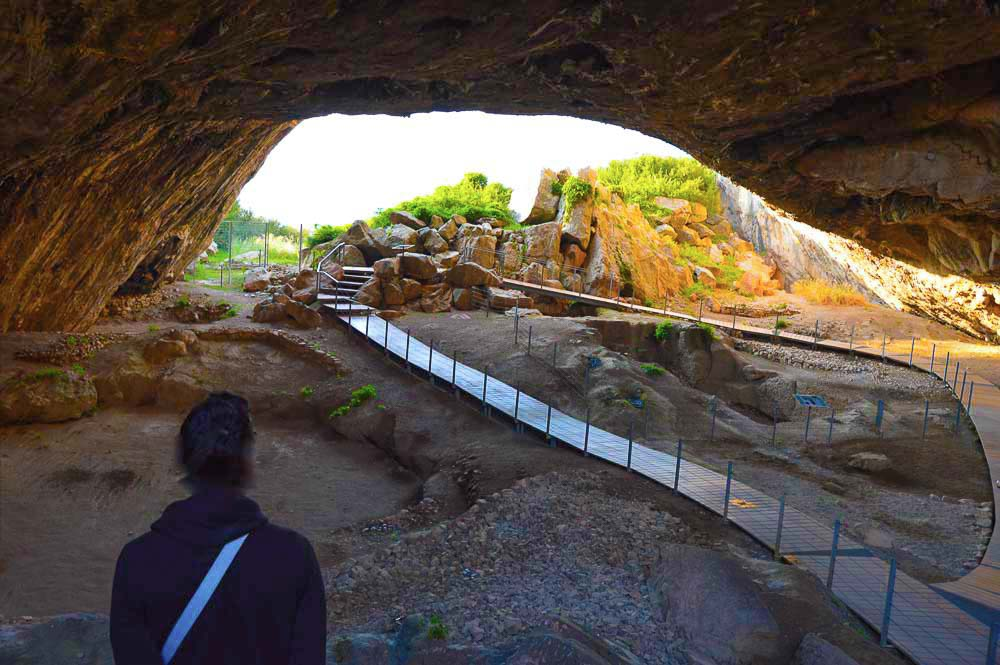
Vue générale de la grotte Franchthi.

Les objets les plus anciens exposés dans le musée sont des foyers paléolithiques en argile des gorges de Kleisoura, près de Prosymna (32 000-21 000 av. J.-C.), ainsi que des outils en pierre et en os, des coquillages, des os d'animaux et de poissons, ainsi que des bijoux fabriqués à partir de ces matériaux qui documentent la transition des activités de chasse, pêche et cueillette à l'agriculture trouvés dans la grotte Franchthi (en grec moderne : Σπήλαιον Φράγχθι), de type abri sous roche, située sur la rive nord de la baie de Kiláda (golfe Argolique). Ce site archéologique, fouillé entre 1967 et 1976, fournit une série ininterrompue de dépôts s'étendant d'environ 20 000 av. J.-C. (et probablement même avant) jusqu'à environ 3000 av. J.-C., qui représente la plus longue période d'occupation continue enregistrée sur un site en Grèce, déterminée par analyse au radiocarbone (C-14).

### Paléolithique

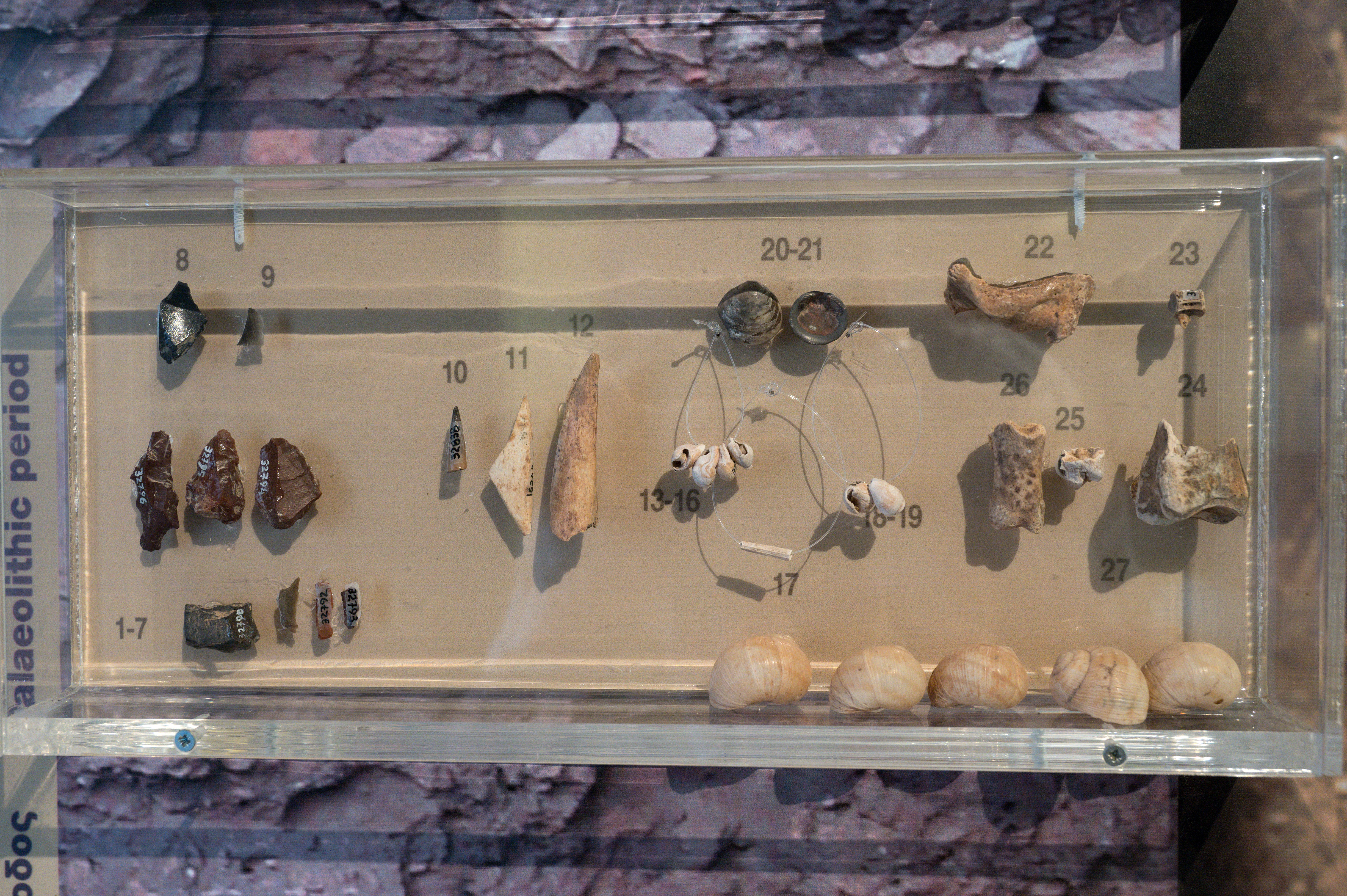
Grotte Franchthi, Paléolithique.

Les archéologues supposent que les habitants de la grotte Franchthi étaient probablement des chasseurs-cueilleurs saisonniers, car ils n'ont trouvé aucune preuve d'habitation pendant les mois d'hiver sur la base de l'analyse du contexte botanique. Les outils typiques ont été fabriqués à partir de silex et de chert, ainsi qu'une petite quantité d'obsidienne, notamment une lamelle à dos, un minuscule outil de coupe polyvalent et de petits grattoirs (pour enlever la chair des peaux), mais pas de poterie ni d'éléments d'architecture.

### Mésolithique

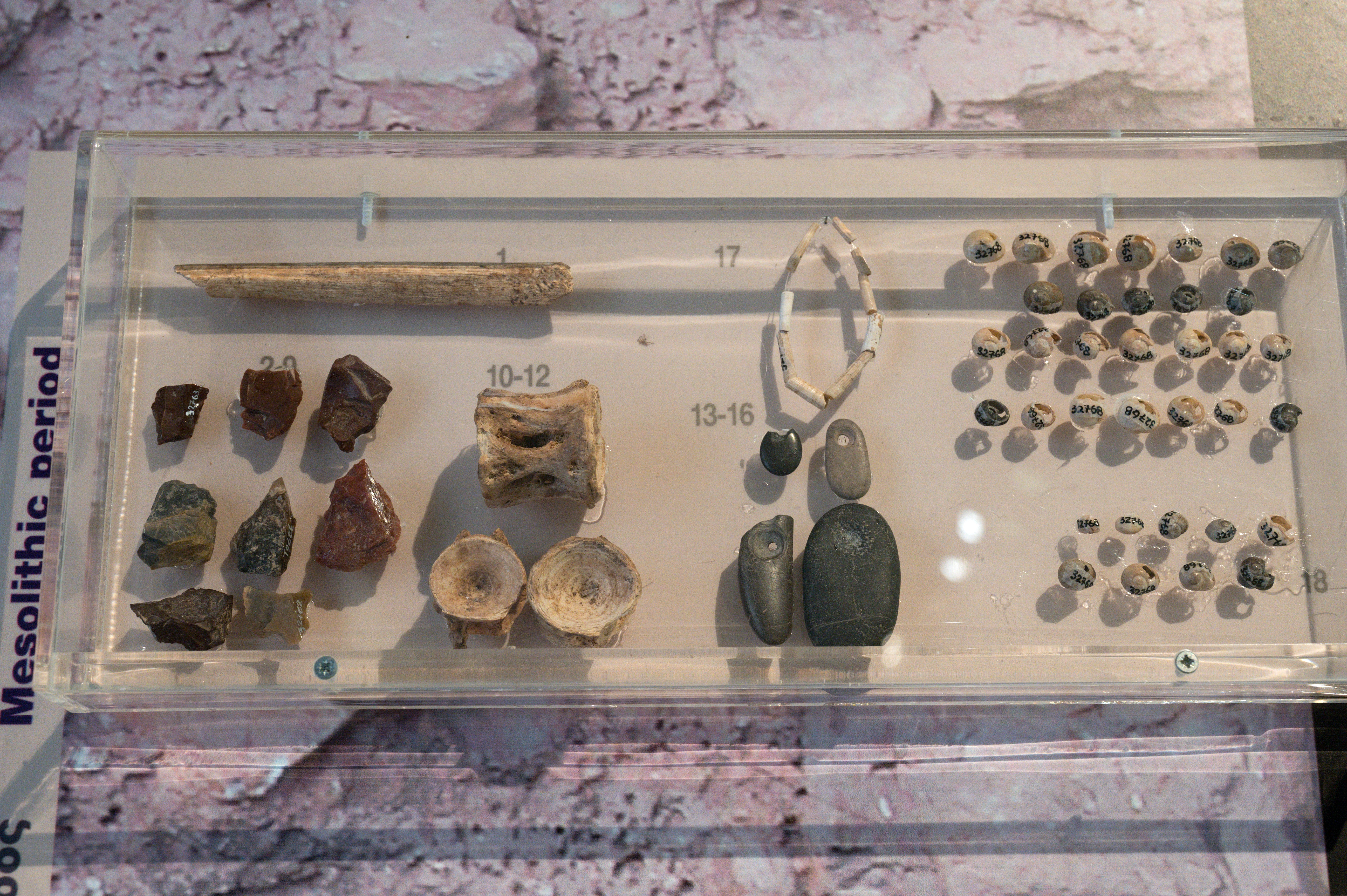
Grotte Franchthi, Mésolithique.

Les indices archéologiques indiquent un hiatus de 300 à 600 ans entre les périodes paléolithique et mésolithique.
Les chercheurs soulignent des changements dans les restes d'animaux et les ensembles botaniques qui pourraient indiquer un changement d'environnement vers une forêt plus ouverte. Des microlithes d'obsidienne ont été trouvés, suggérant que l'obsidienne a été obtenue à Mélos, à environ 150 km de là. Des sépultures humaines, à la fois à inhumation et à crémation, ont été découvertes, ainsi que des meules d'andésite, indiquant que la grotte Franchthi était habitée de manière plus permanente.

### Néolithique

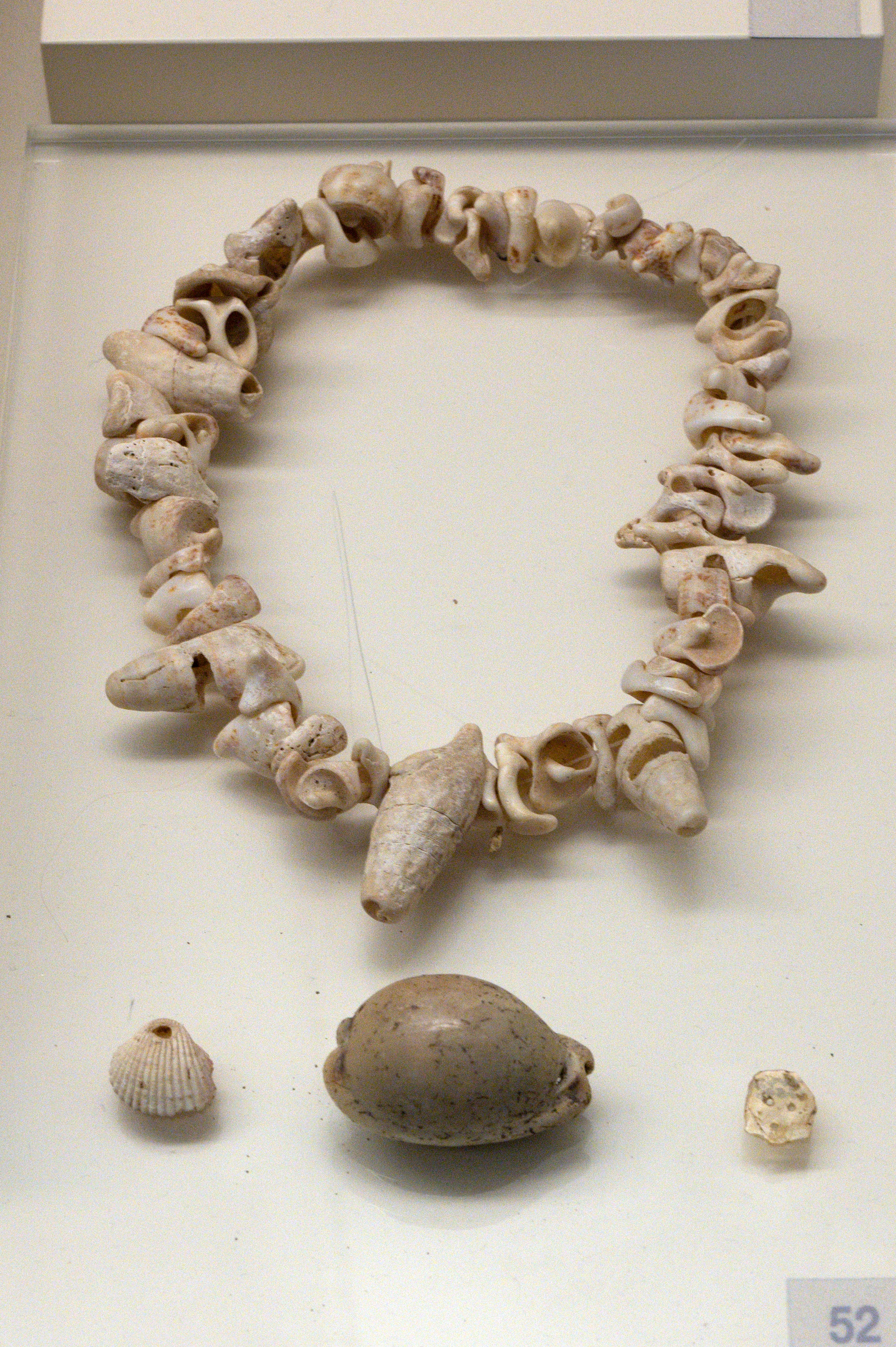
Coquillages et bijoux néolithiques. Grotte Franchthi, 6800-3200 av. J.-C.

La collection de vases et de figurines anthropomorphes et zoomorphes en argile témoigne de l'évolution culturelle survenue au cours de la période néolithique. Les archéologues ont découvert des restes de moutons et de chèvres domestiqués, l'apparition de formes domestiquées de blé, d'orge et de lentilles, ainsi que des outils de pierre polie et une augmentation significative des meules et des faucilles utilisées pour couper les plantes. Les récipients en céramique du Néolithique ancien présentent un aspect bruni monochrome foncé, indiquant une cuisson à température relativement basse. Un petit pourcentage d'objets sont peints avec des motifs rouges ou brun-rouge. Étonnamment, les chercheurs ont émis l’hypothèse que ces récipients n’étaient probablement que des objets d’art utilisés à des fins d’exposition en fonction de leur forme, de leur taille et de leur décoration, ainsi que de leurs signes d’usure et de réparation. On pense qu'un petit vase en argile trouvé au pied de la tombe d'un enfant est le signe d'un développement du statut héréditaire à cette époque.
Les poteries du Néolithique moyen des collections du musée, appelées « Urfirnis », sont plus uniformes et plus légères que les exemplaires antérieurs. Les chercheurs pensent que les potiers avaient clairement appris à purifier leur argile de manière plus approfondie et à cuire leurs produits à des températures plus élevées (environ 800 °C), en lots beaucoup plus importants. Ces céramiques reflètent également l'application d'une barbotine ou d'un lavis rougeâtre. La variété des formes et des indications de décoloration thermique suggère leur utilisation comme récipients de cuisson. Les objets funéraires, notamment les outils en os, les lames d'obsidienne et la poterie, témoignent de l'accumulation de biens personnels, ainsi que du développement d'un statut social hiérarchique.
Les objets raffinés brunis en noir datent de la période du Néolithique supérieur. Ils sont décorés d'un voile de peinture blanche donnant l'impression d'un négatif sur la surface noire. Des poteries au motif sombre sur fond clair, peintes avec une peinture terne à base de manganèse, sont également présentées dans le cadre de cette période.

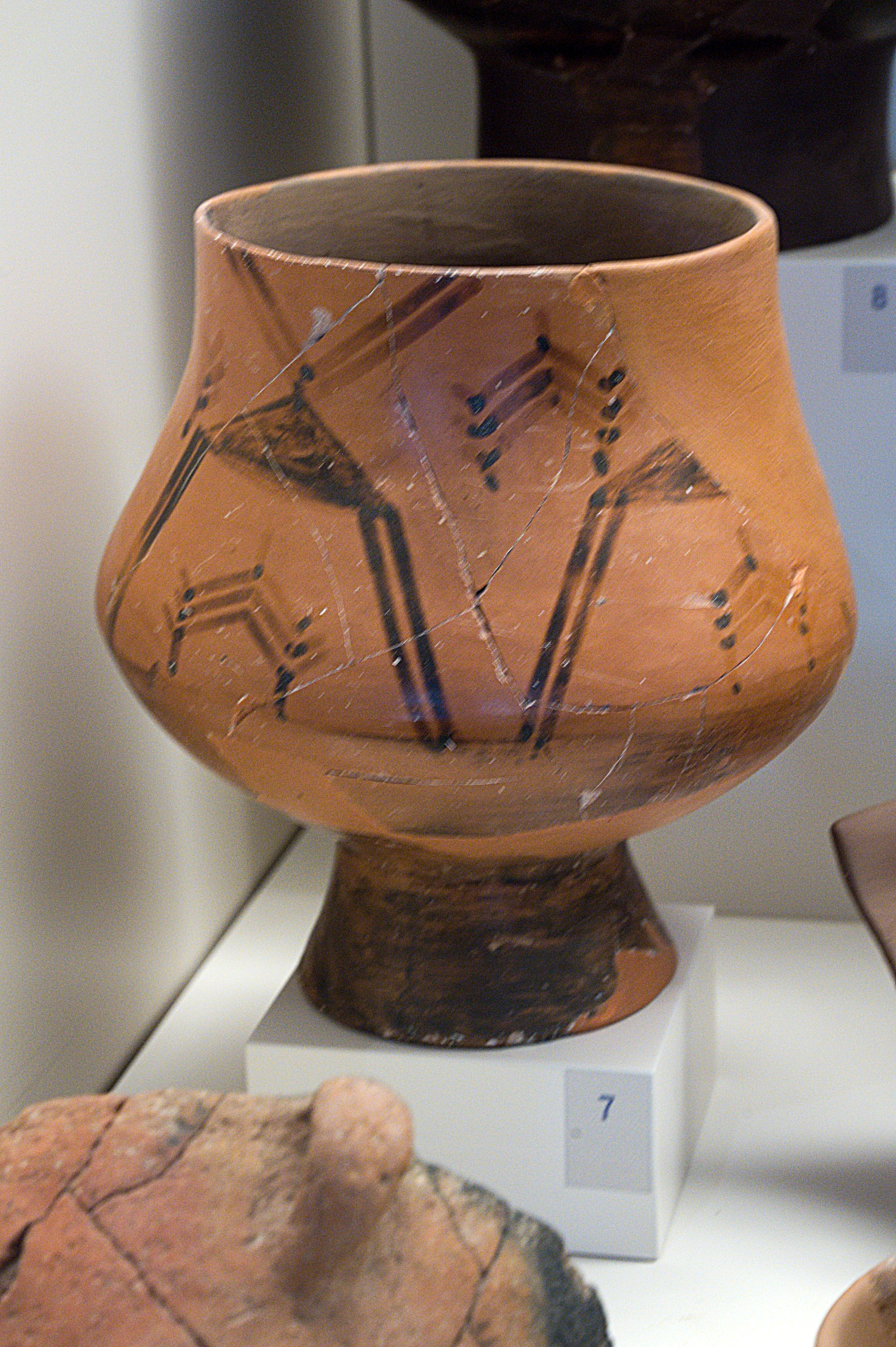
Poterie néolithique. Grotte Franchthi, 5800-5300 av. J.-C.
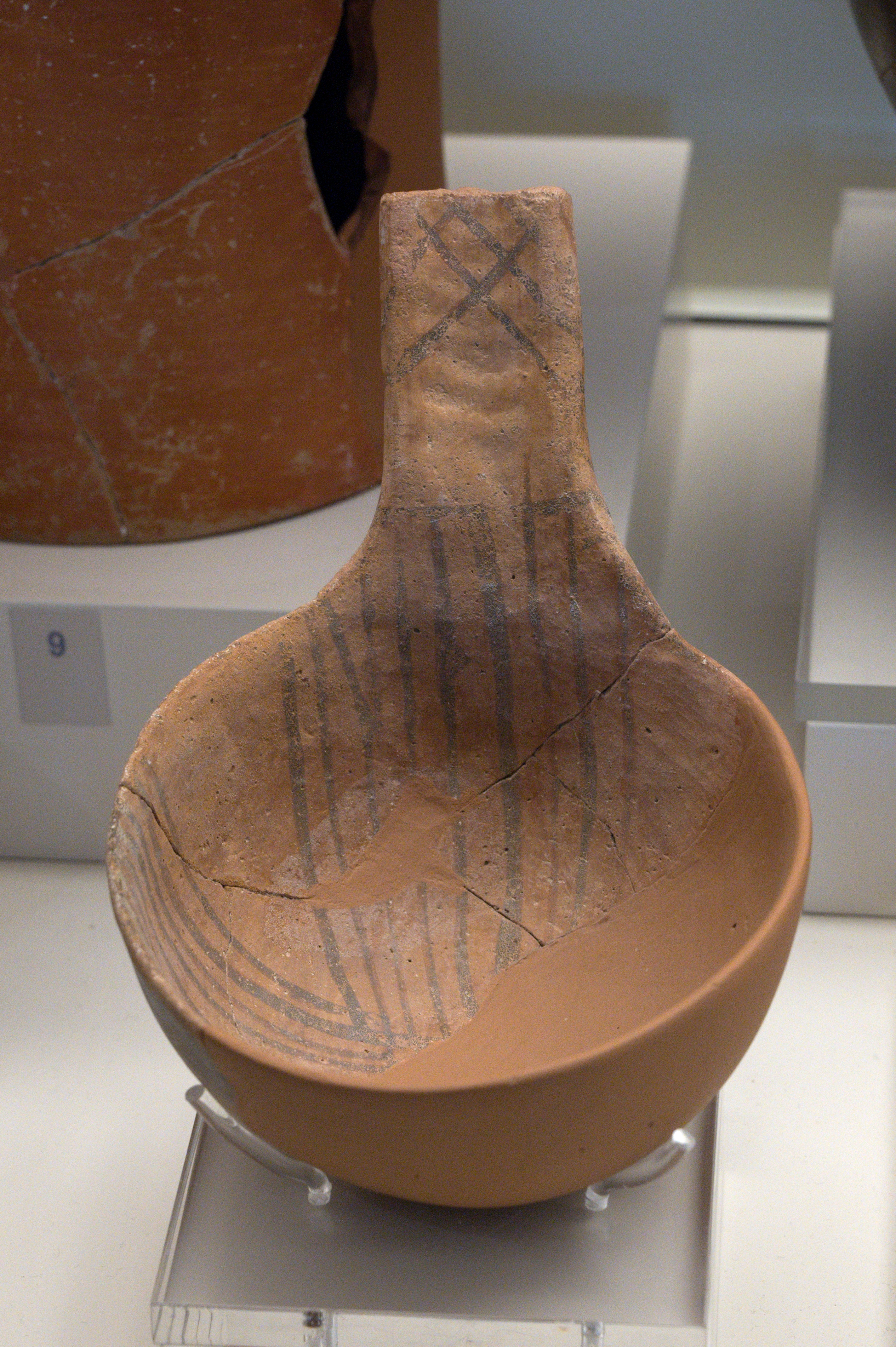
Louche de poterie néolithique. Grotte Franchthi, 5800-5300 av. J.-C.
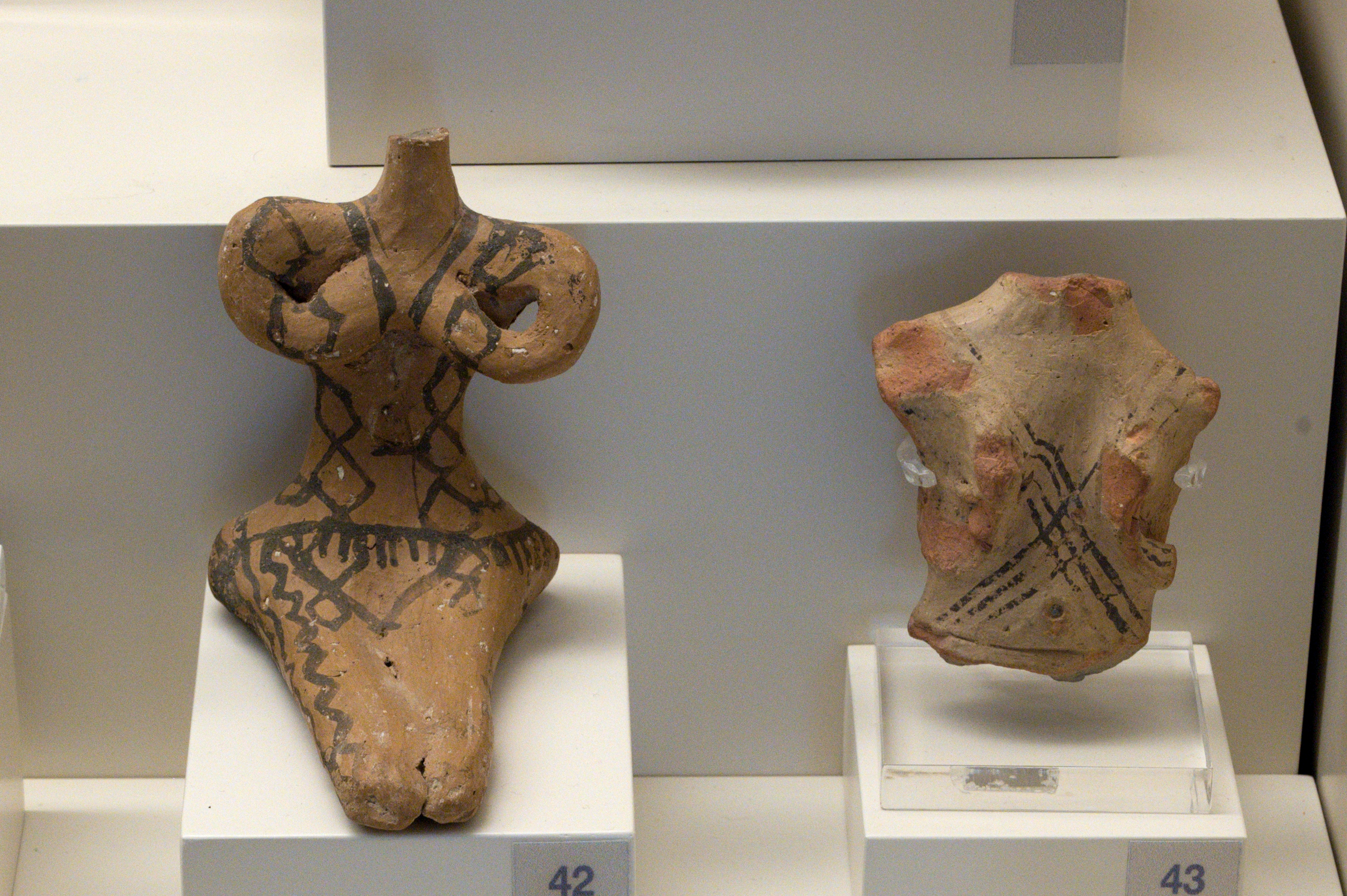
Figurines féminines néolithiques. Grotte Franchthi, 5300-4500 av. J.-C.

### Principaux sites représentés

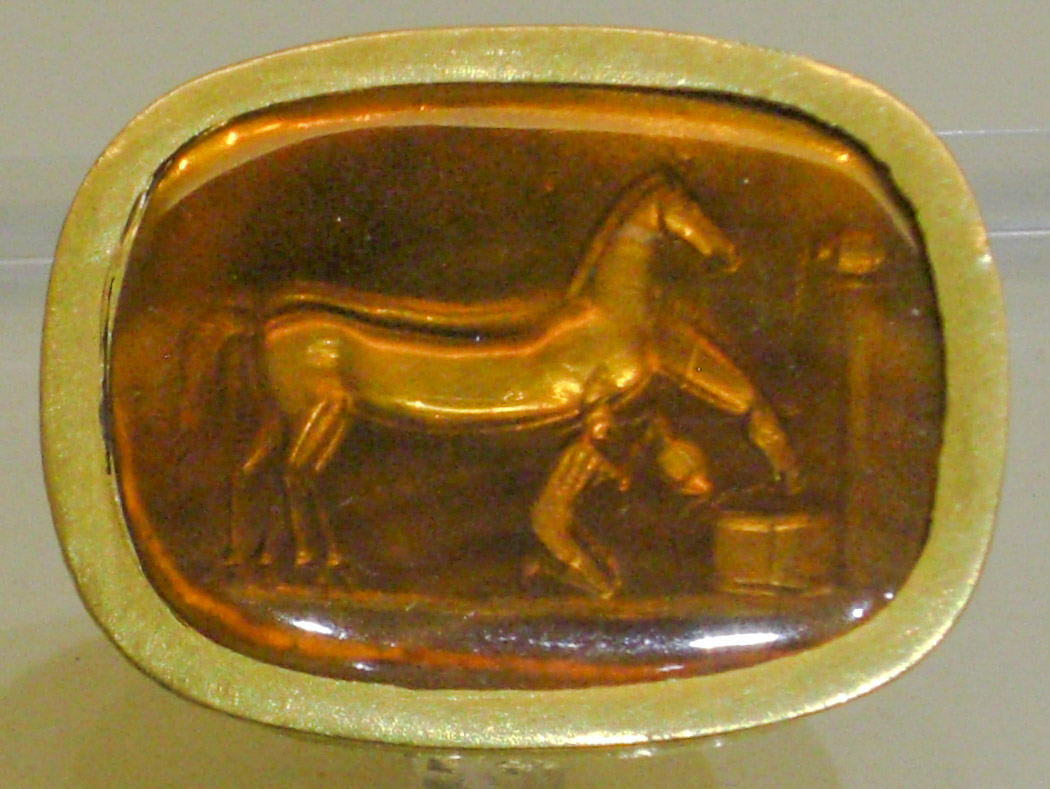
Bague en or, avec chevaux et fontaine. Ier siècle/IIIe siècle.

- Grotte Franchthi (Paléolithique, Mésolithique et Néolithique) ;
- Asini (de l'Helladique moyen au Ier millénaire av. J.-C.) ;
- Berbati[6] ;
- Dendra (période mycénienne) ;
- Kazarma (de) (tholos mycénienne).
- Midéa (période mycénienne) ;
- Nauplie, nécropole d'Evangelistria (période mycénienne) ;
- Paleá Epídavros.
- Tirynthe (période mycénienne).

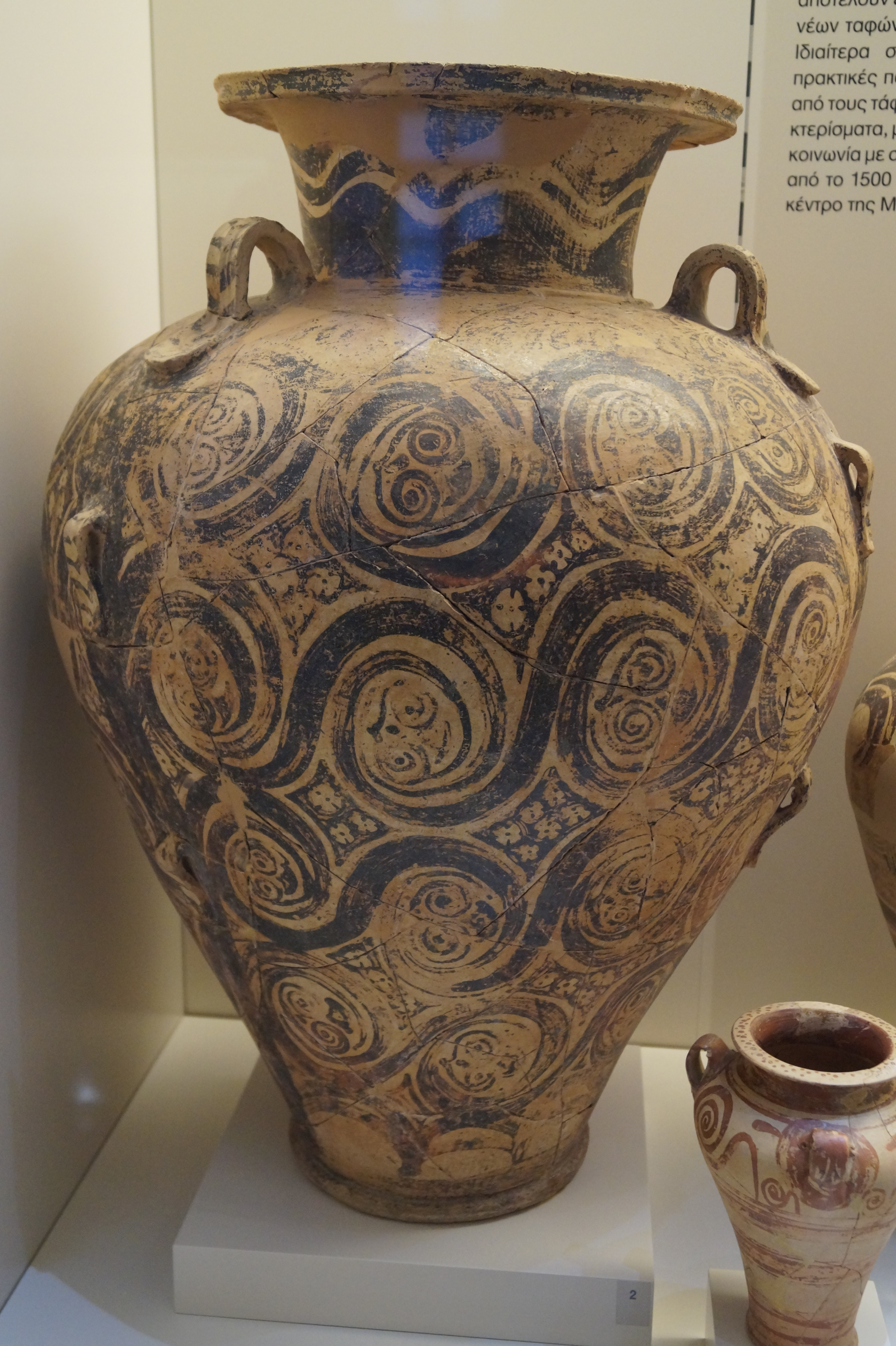
Jarre piriforme. Nécropole de Dendra, tombe 10. -1500/-1450.
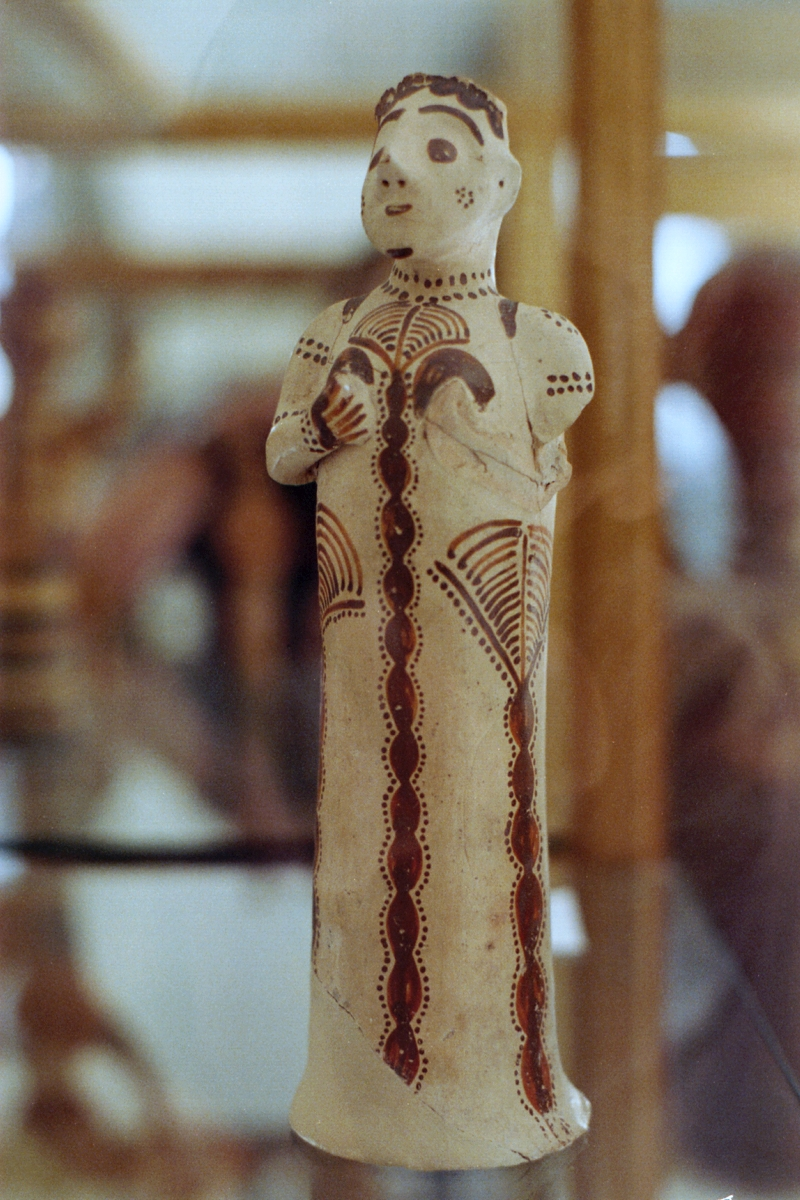
Figure mycénienne féminine en terracotta, –XIIIe/–XIe siècle.
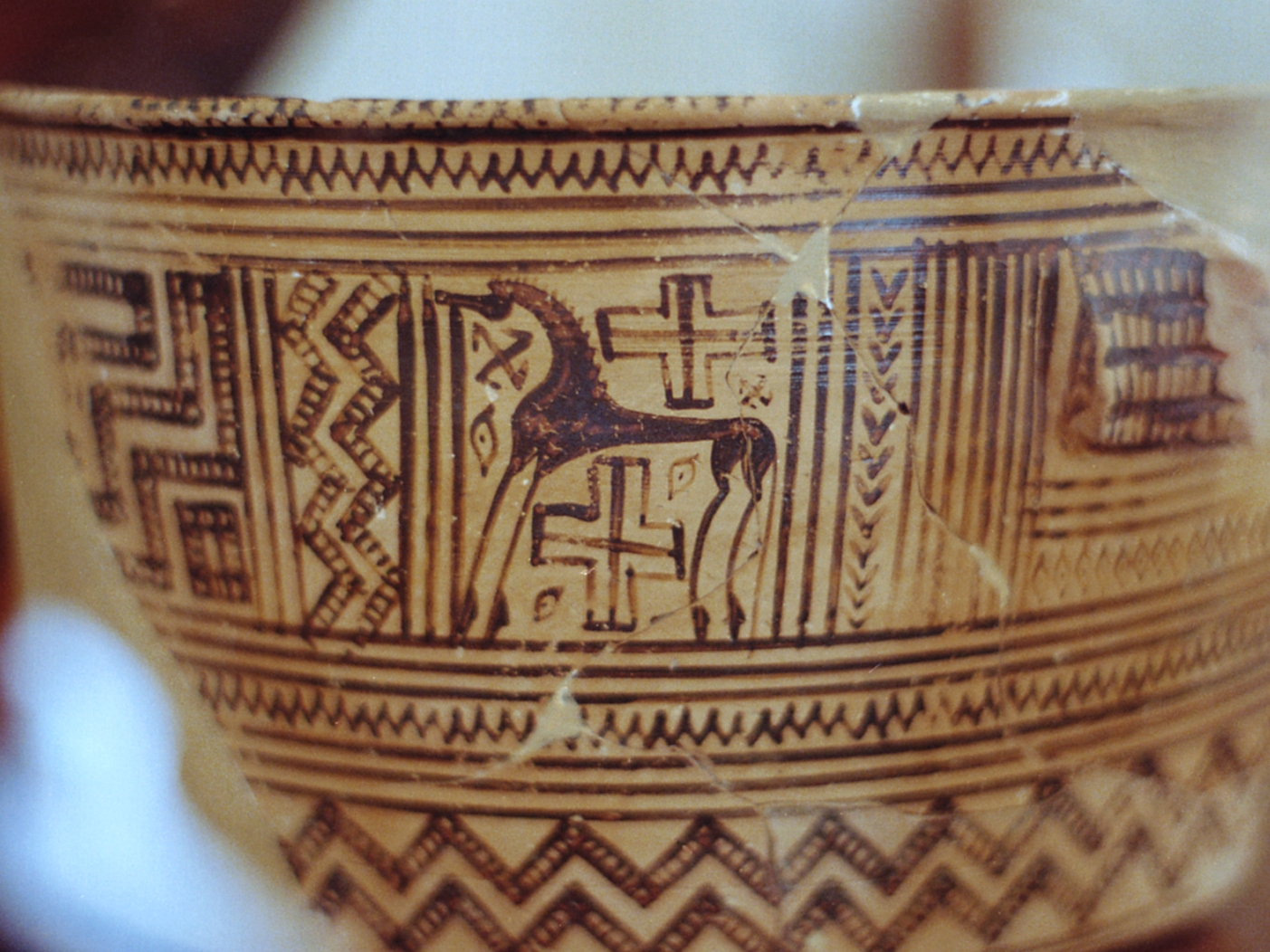
Vase géométrique avec cheval, croix, svastikas. Nauplie, –VIIIe siècle.
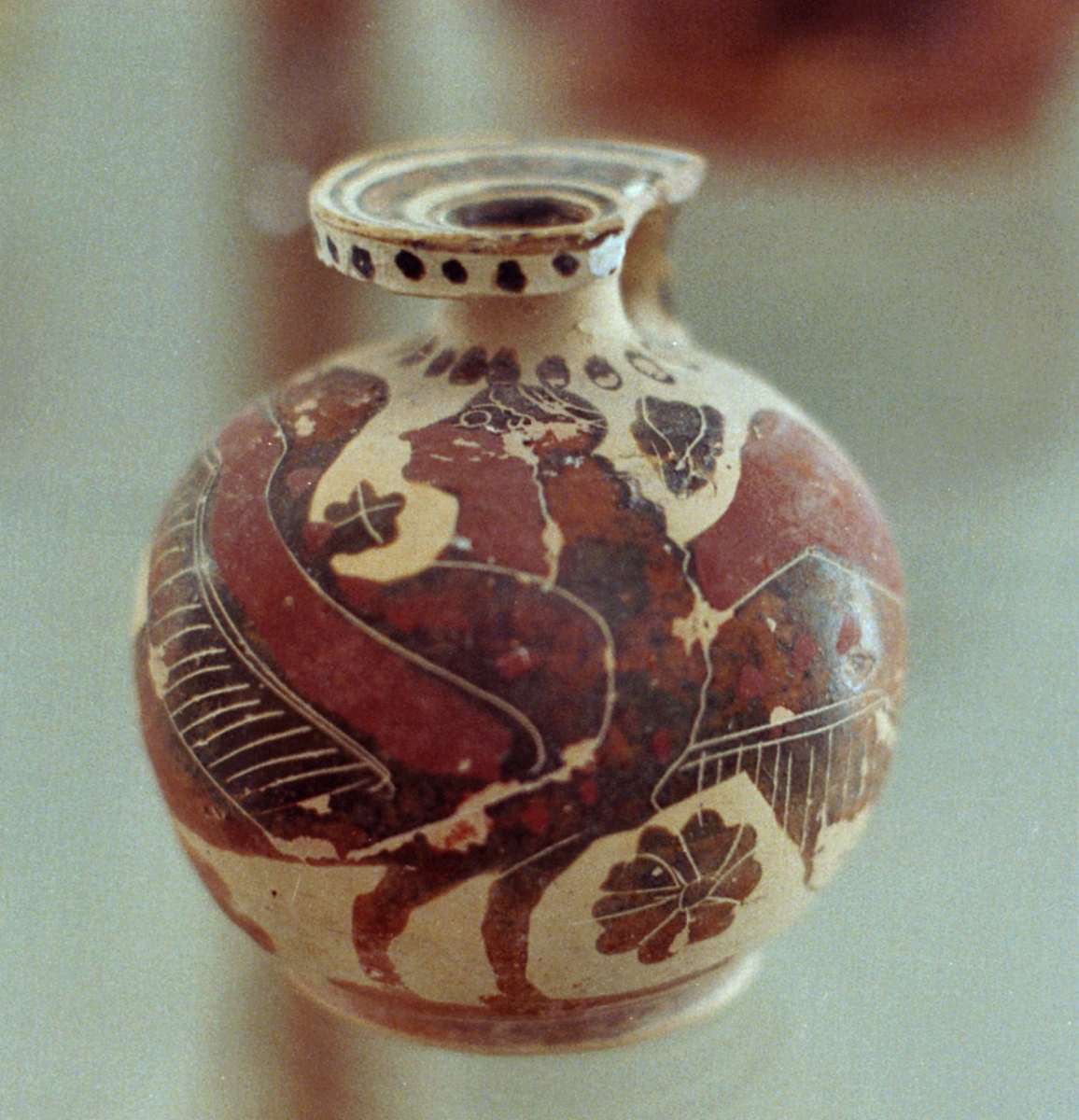
Aryballe, probablement corinthienne, –VIIe siècle.
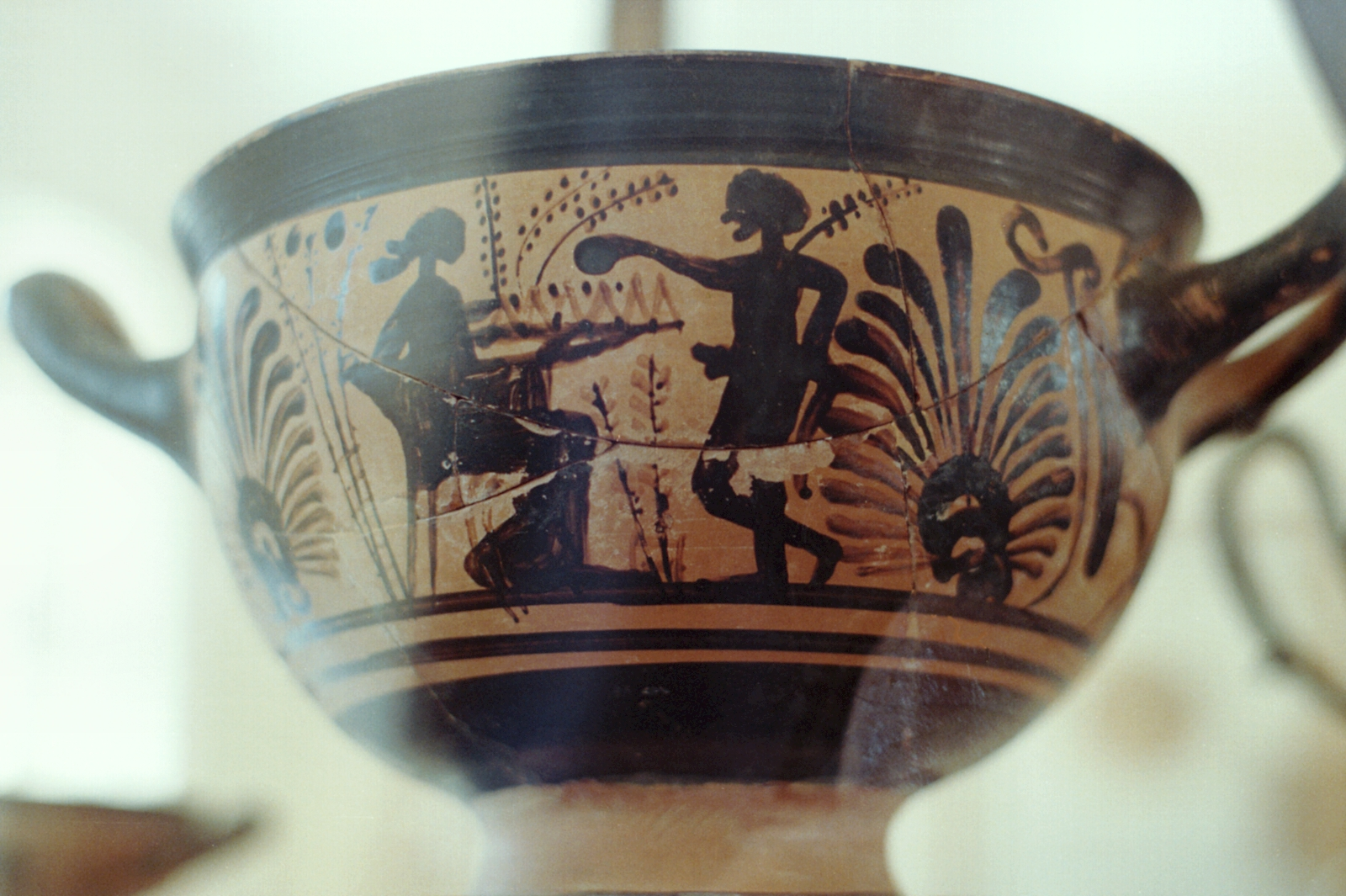
Vase cabirique.
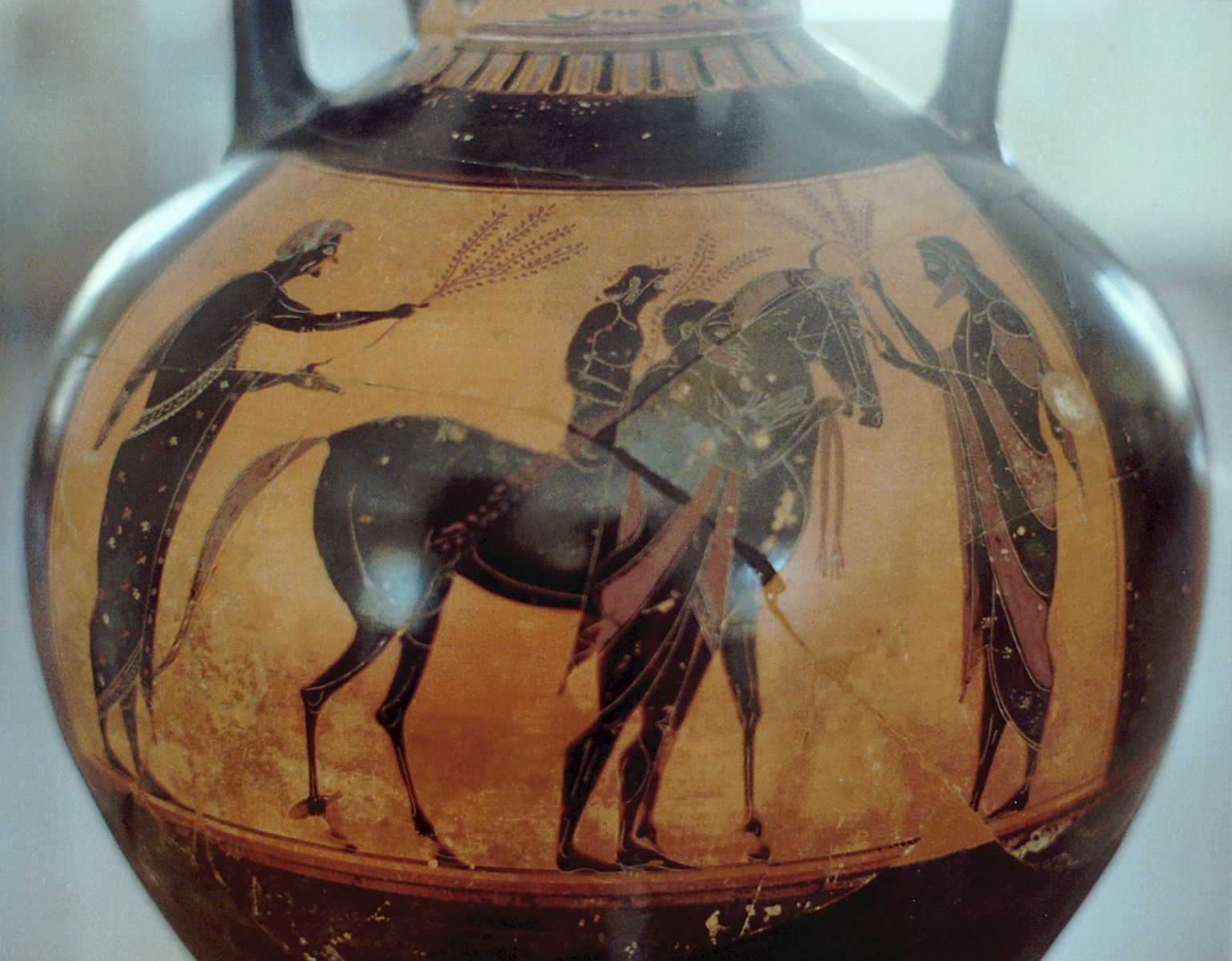
Vase à figures noires, figurant l'arrivée d'une course de chevaux.

## Période helladique
La période helladique ancienne (3300-2100/2000 av. J.-C.) est représentée par des objets provenant de Tirynthe, Asine, Berbati et Palaia Epidauros. Les objets de la période helladique ancienne comprennent de la poterie, des sceaux en pierre, en argile et en bronze, des sceaux en argile, des outils en os, des figurines anciennes en marbre des Cyclades, un foyer en argile de Berbati et un refroidisseur à vin bien conservé de Tirynthe, datant de 2700-2200 av. J.-C.
Les vases et autres objets provenant des colonies helléniques moyennes de Tirynthe, Asine, Berbati ainsi que du cimetière de Palamidi-Pronoia à Nauplie et Midea couvrent toute la gamme chronologique de la période helladique moyenne (2100/2000-1600 av. J.-C.), la culture qui a formé le substrat de la culture mycénienne.

### Tirynthe
Tirynthe est une forteresse perchée sur une colline dans la péninsule d'Argolide, occupée depuis sept mille ans. Elle a été initialement fouillée par Heinrich Schliemann, en 1884-1885, et fait l'objet d'études et fouilles menées par l'Institut archéologique allemand d'Athènes et l'Université de Heidelberg.
Cette colonie préhellénique, situé à environ 15 km au sud-est de Mycènes, a été construite au milieu du 3e millénaire avant J.-C. Elle comprenait une fortification circulaire construite à partir de deux murs de pierre concentriques.
Les premiers habitants grecs, créateurs de la civilisation helladique moyenne et de la civilisation mycénienne par la suite, se sont installés à Tirynthe au début de la période helladique moyenne (2000-1600 avant J.-C.). L'Acropole fut construite en trois phases, la première à la fin de l'Helladique tardif II (1500-1400 av. J.-C.), la deuxième à l'Helladique tardif III (1400-1300 av. J.-C.) et la troisième à la fin de l'Helladique tardif III B (1300-1200 av. J.-C.).
La cité connaît sa plus grande croissance pendant la période mycénienne, mais souffre du désastre qui frappe les centres mycéniens à la fin de l'âge du bronze. Elle n'est cependant pas abandonnée, des preuves archéologiques indiquant qu'elle a été habitée en permanence jusqu'au milieu du VIIIe siècle av. J.-C.

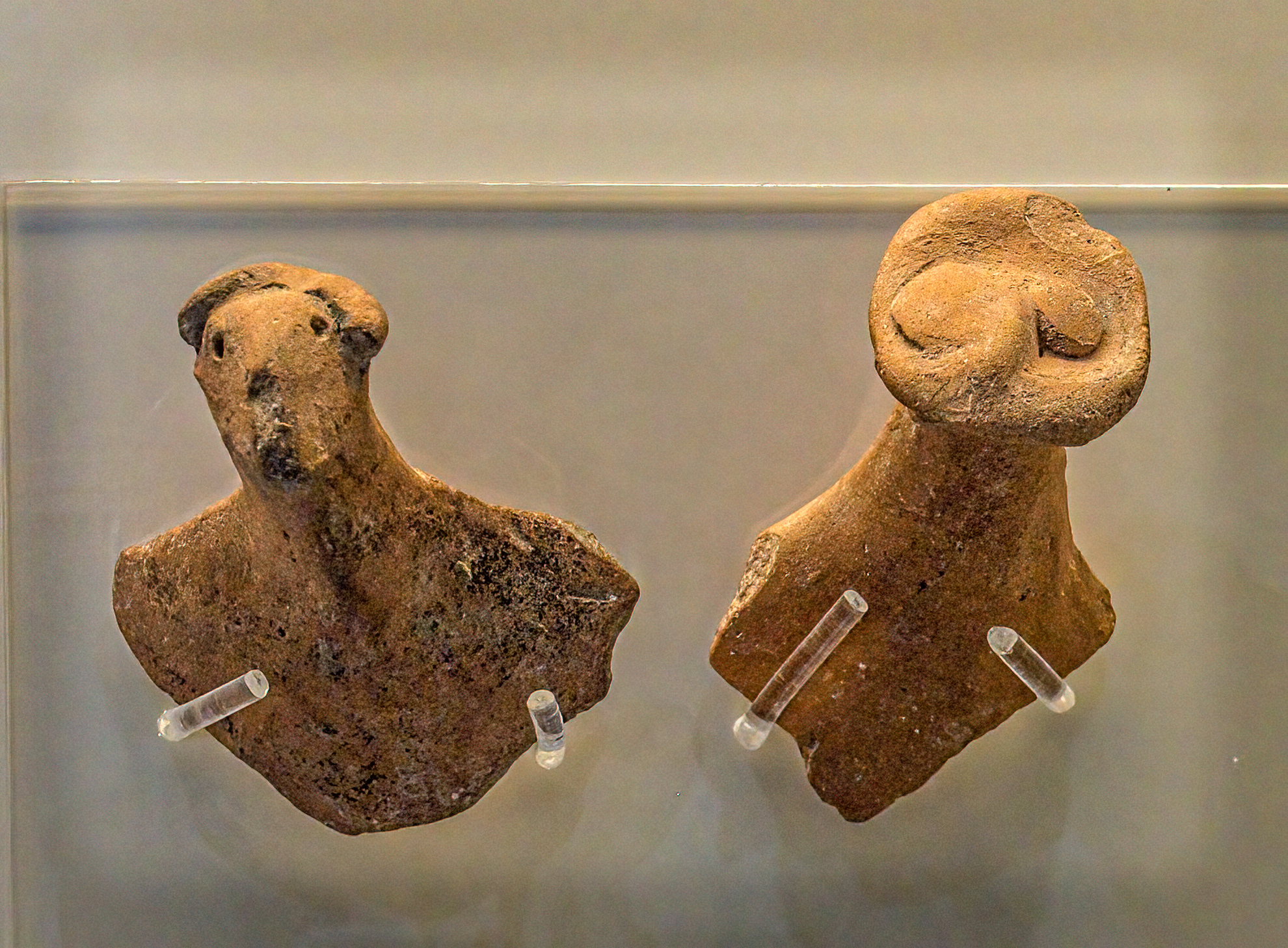
Fragments de figurines, Helladique ancien, Tirynthe, 2700-2000 av. J.-C.
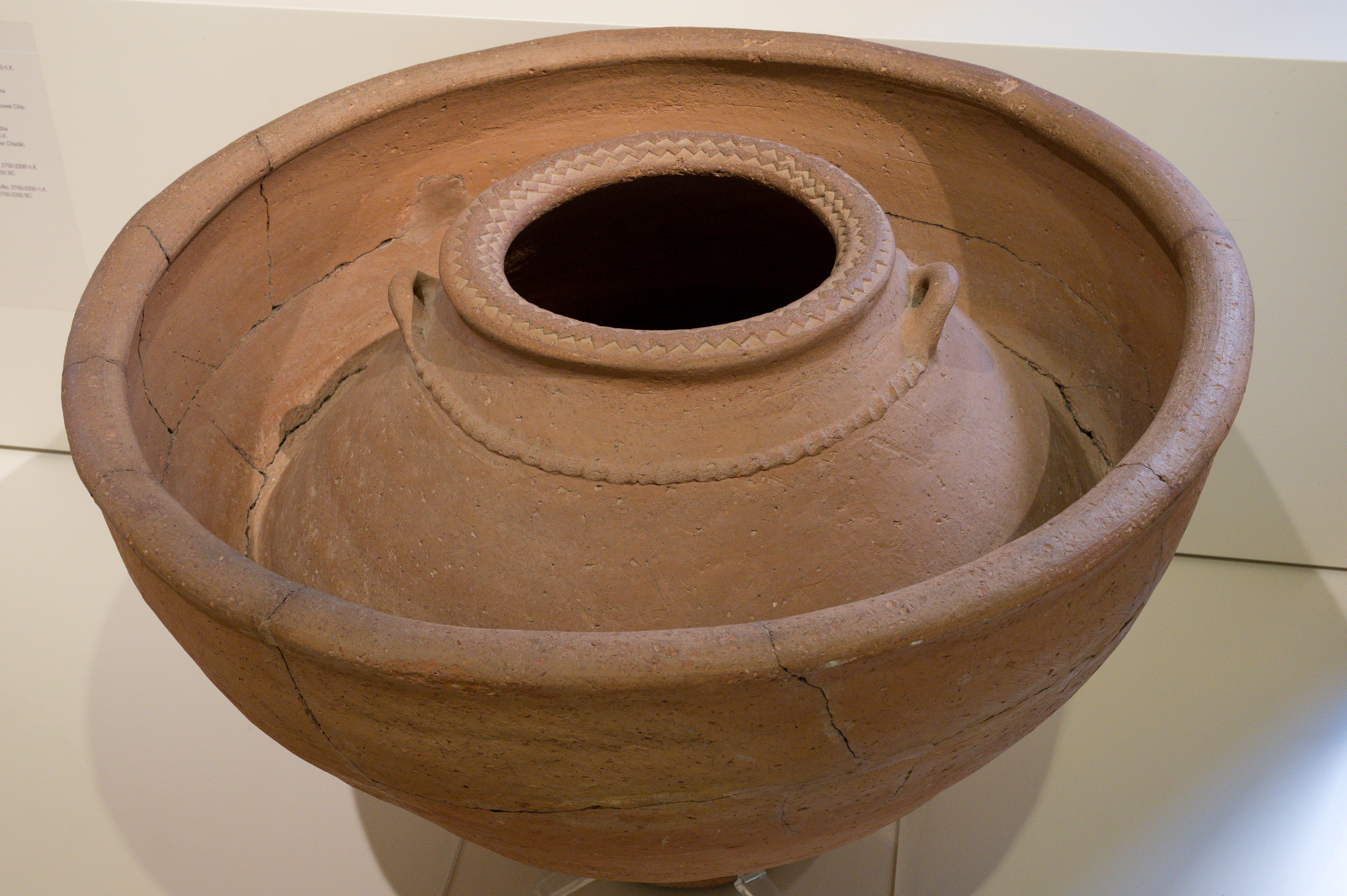
Rafraîchisseur à vin. Tirynthe, 2700-2200 av. J.-C.
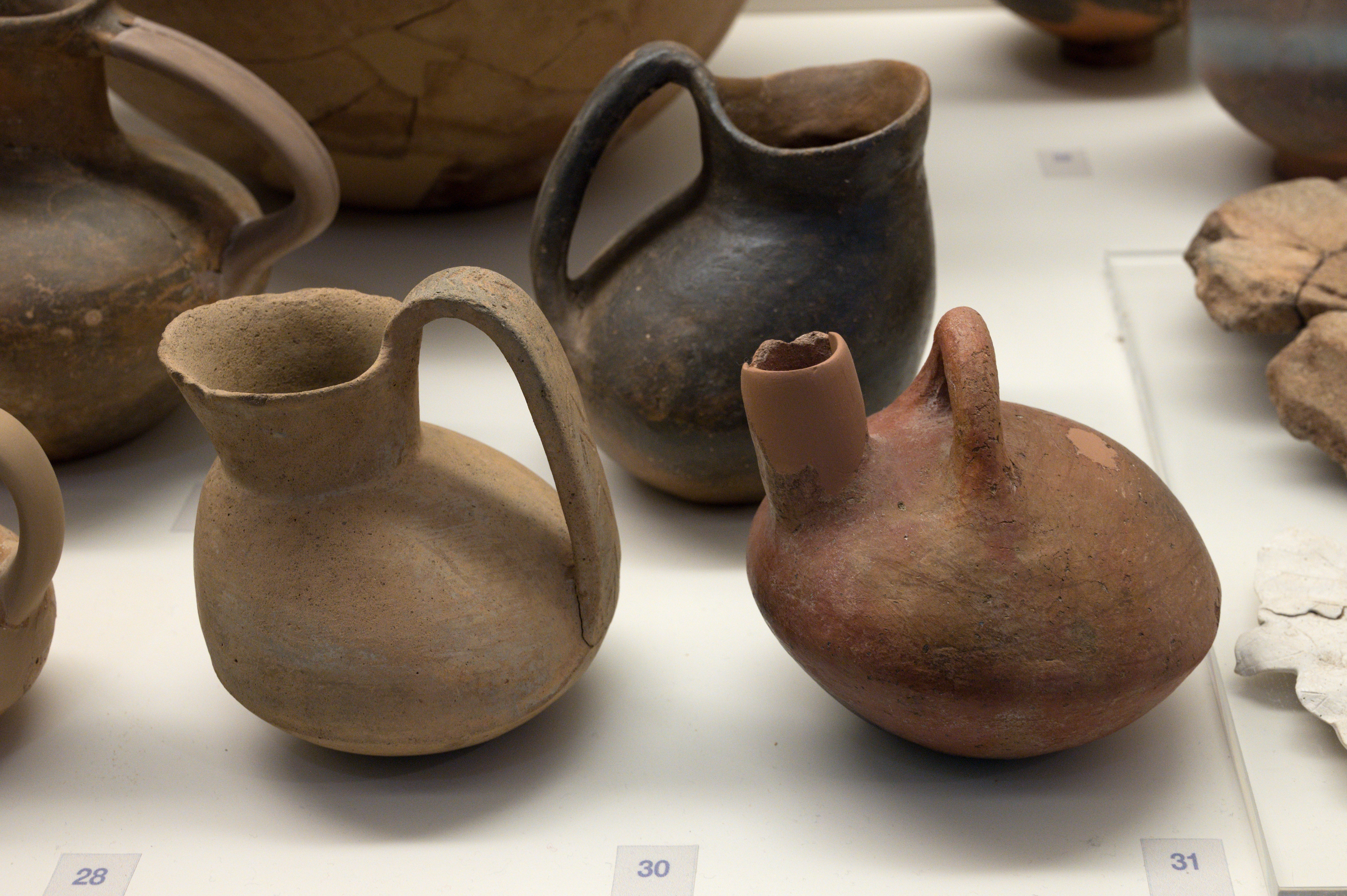
Askoi. Tirynthe, 2700-2200 av. J.-C.
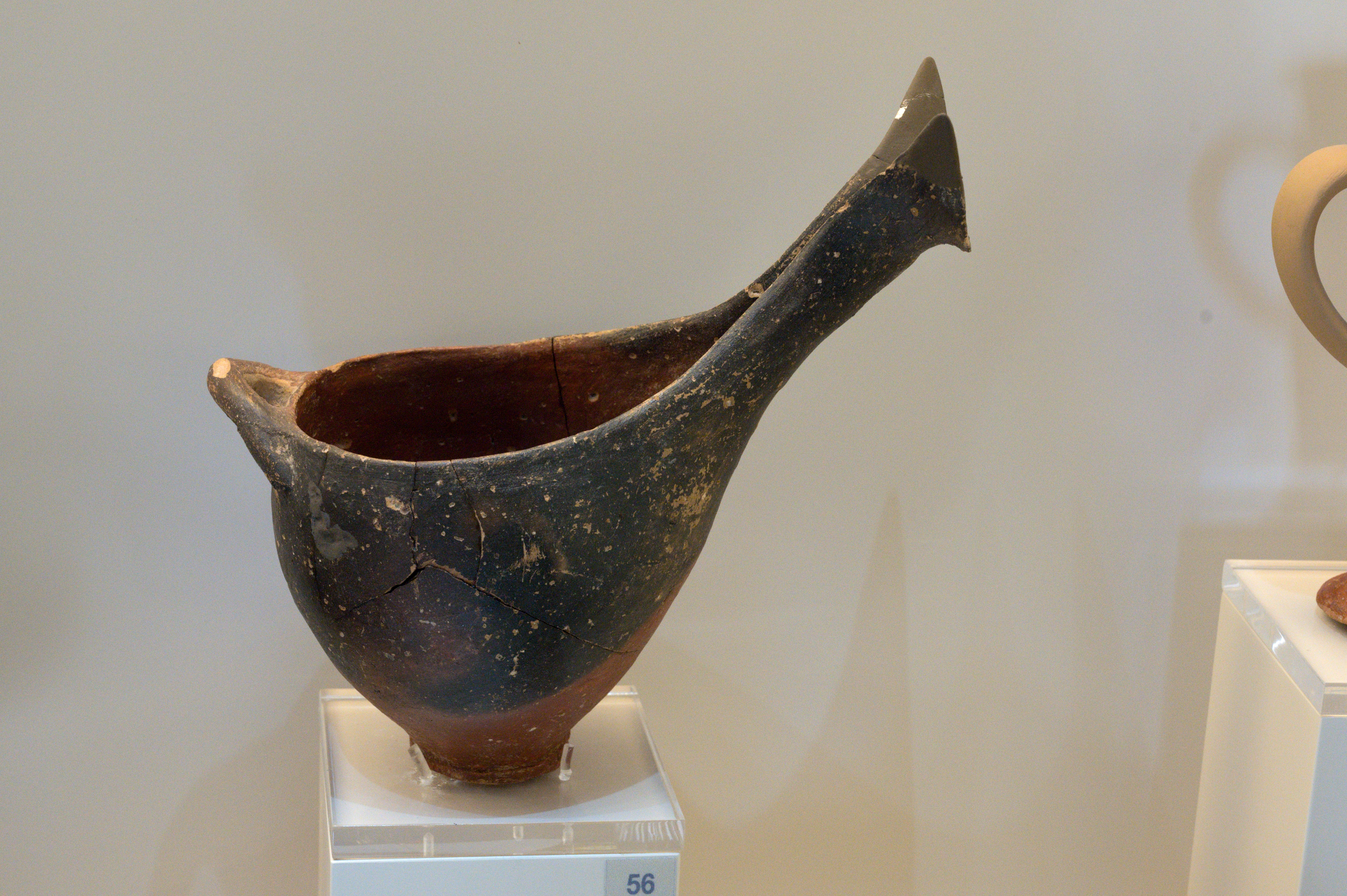
Saucière. Tirynthe, citadelle inférieure, 2700-2200 av. J.-C.
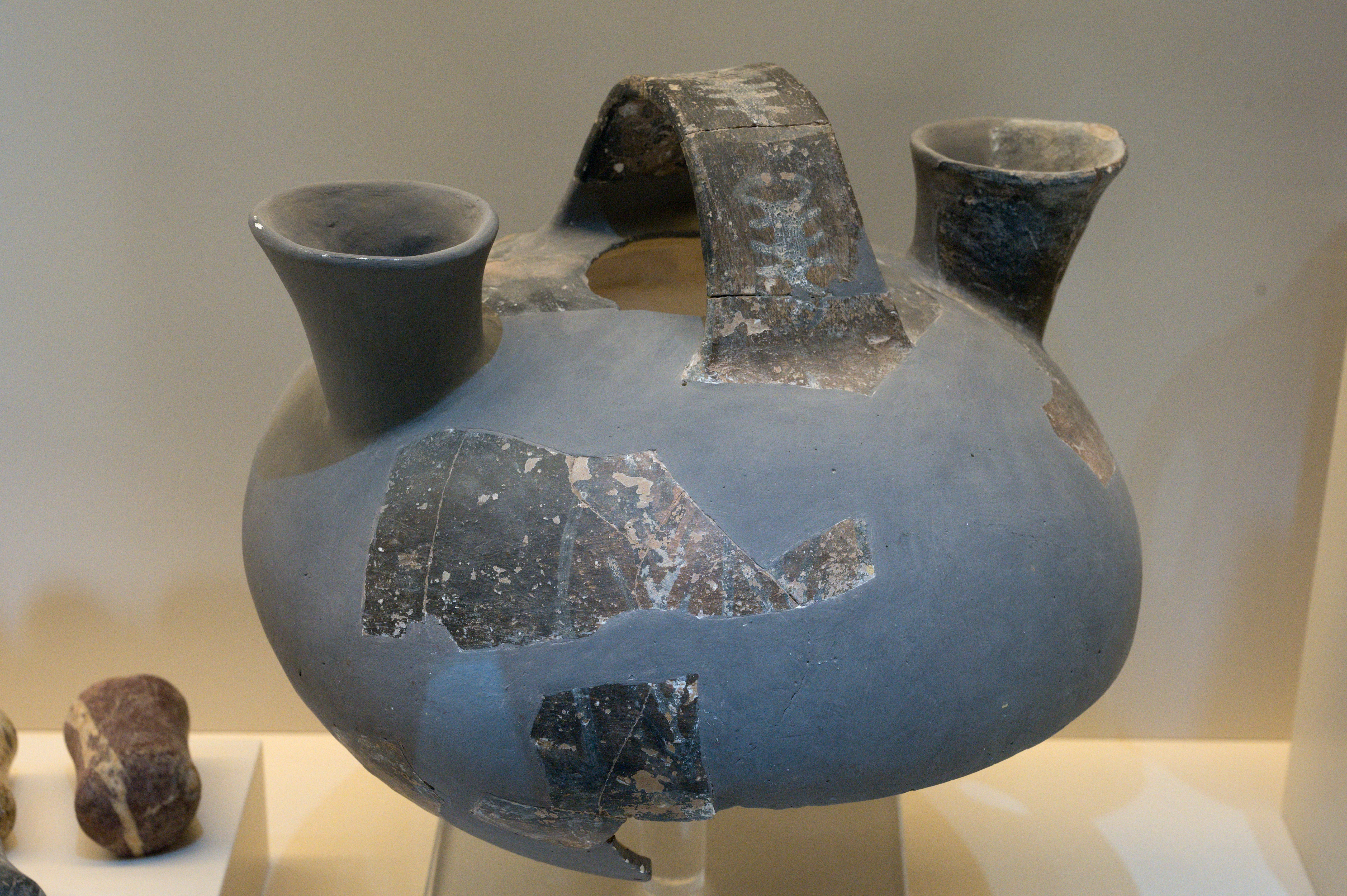
Askos aux scorpions. Tirynthe, citadelle inférieure, 2200-2000 av. J.-C.
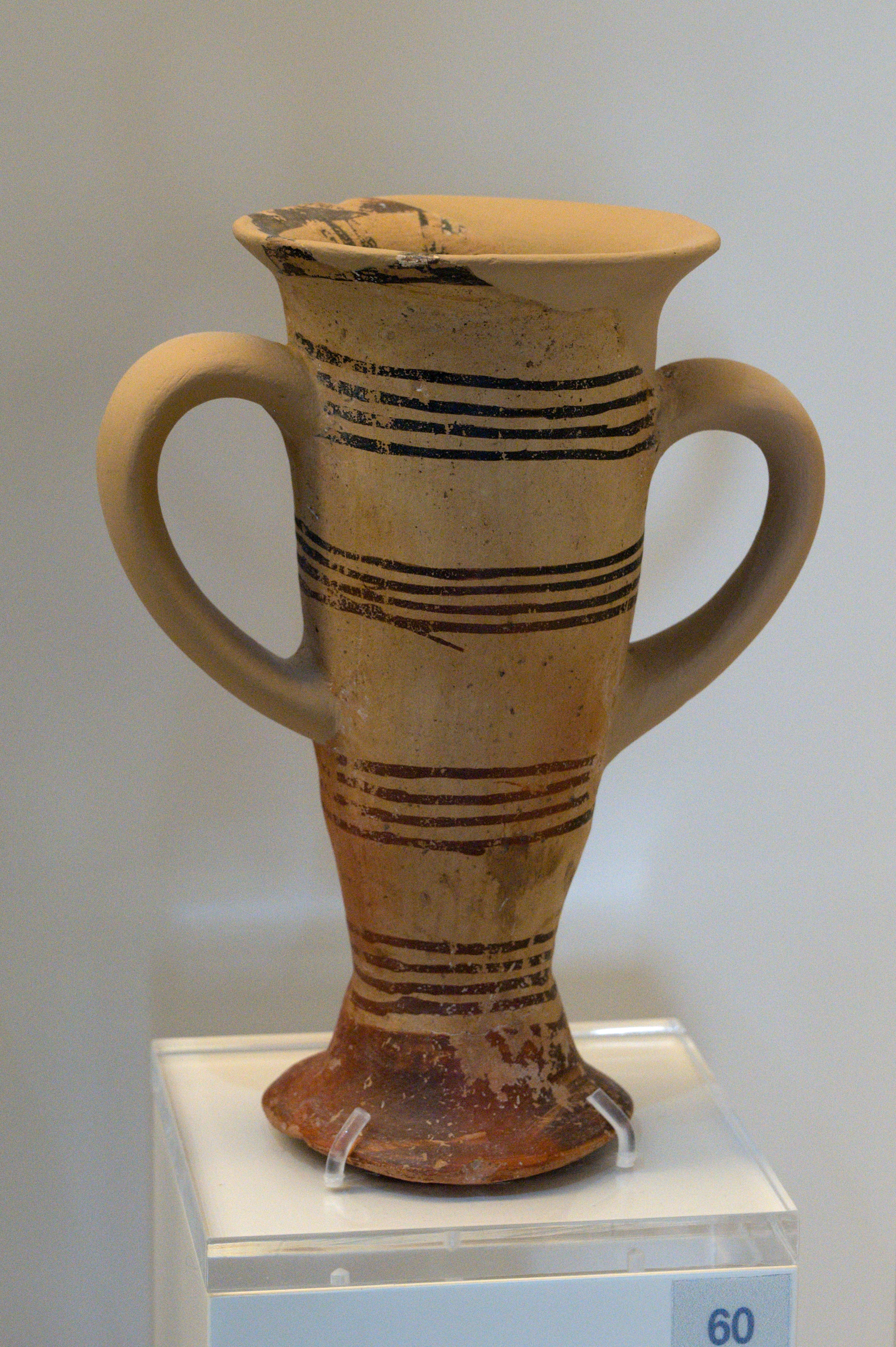
Coupe à pied à deux anses. Tirynthe, 2200-2000 av. J.-C.

### Asine
Asine était aussi une cité de l'ancienne Argolide, mentionnée par Homère dans l'Iliade comme étant sous la domination de Diomède, roi d'Argos. On dit qu'elle fut fondée par les Dryopes, une tribu aborigène de la Grèce antique, lorsque Héraclès et les Maliens les chassèrent des vallées du mont Œta et donnèrent leur patrie aux Doriens.

### Berbati
Berbati, ancien nom de Prosymna, est un autre site antique où les archéologues ont trouvé des vestiges datant du Néolithique. Il est devenu un site de production de céramique et ses récipients ont été exportés dans tout le Nord-Est du Péloponnèse. En 1878, dans la région de l'ancienne Prosymna, Panagiotis Stamatakis a découvert une tombe en forme de tholos qui a été construite à l'époque mycénienne et qui a également été réutilisée à des périodes ultérieures. Les recherches archéologiques se sont poursuivies sous les auspices de l'Institut suédois d'Athènes dans les années 1930, puis dans les années 1980 et 1990, permettant de découvrir deux zones d'habitat sur deux côtés différents du versant de la colline de Mastos et appartenant respectivement aux périodes helladique ancienne et tardive.

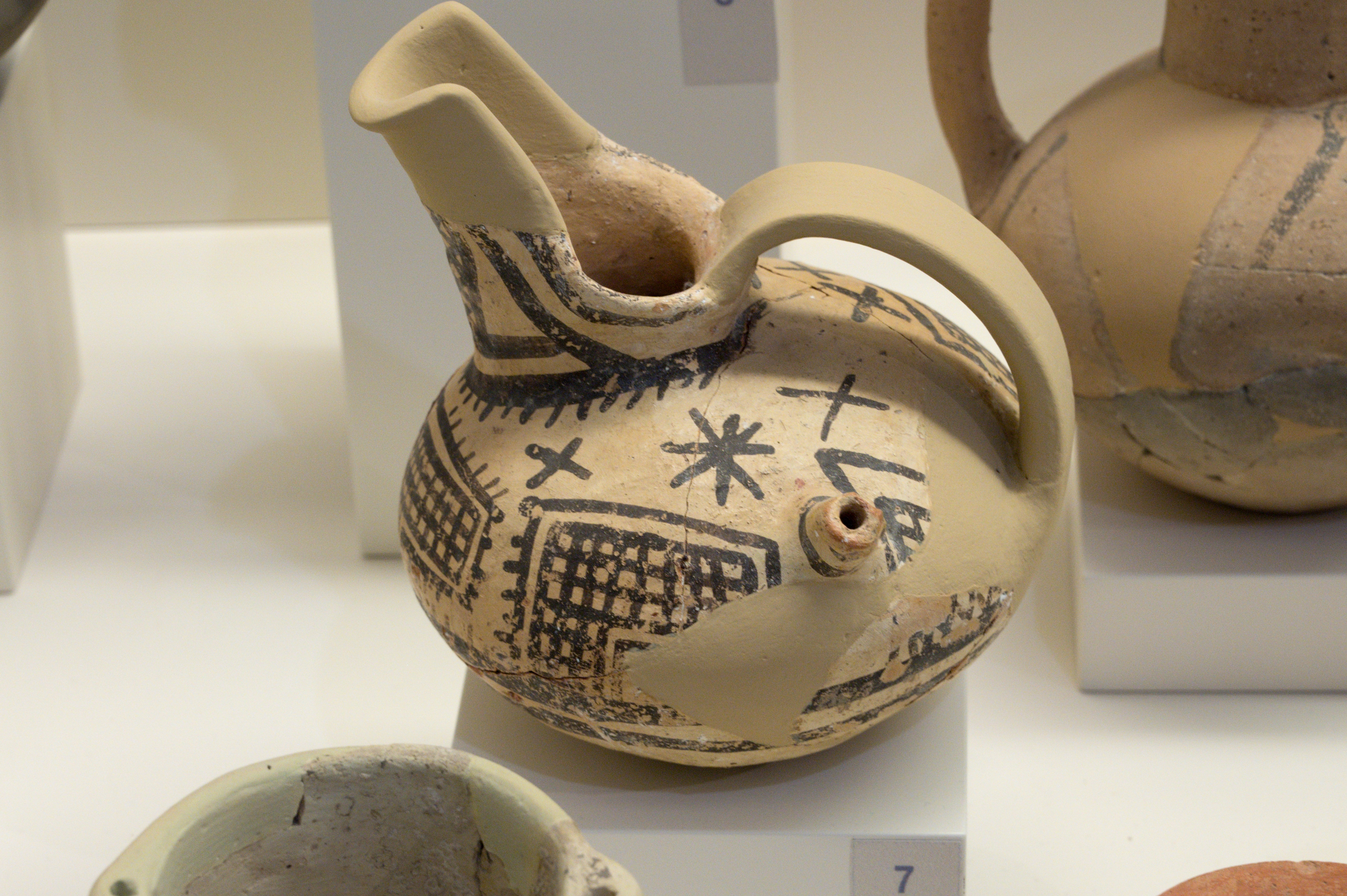
Askos. Berbati, 2200-2000 av. J.-C.
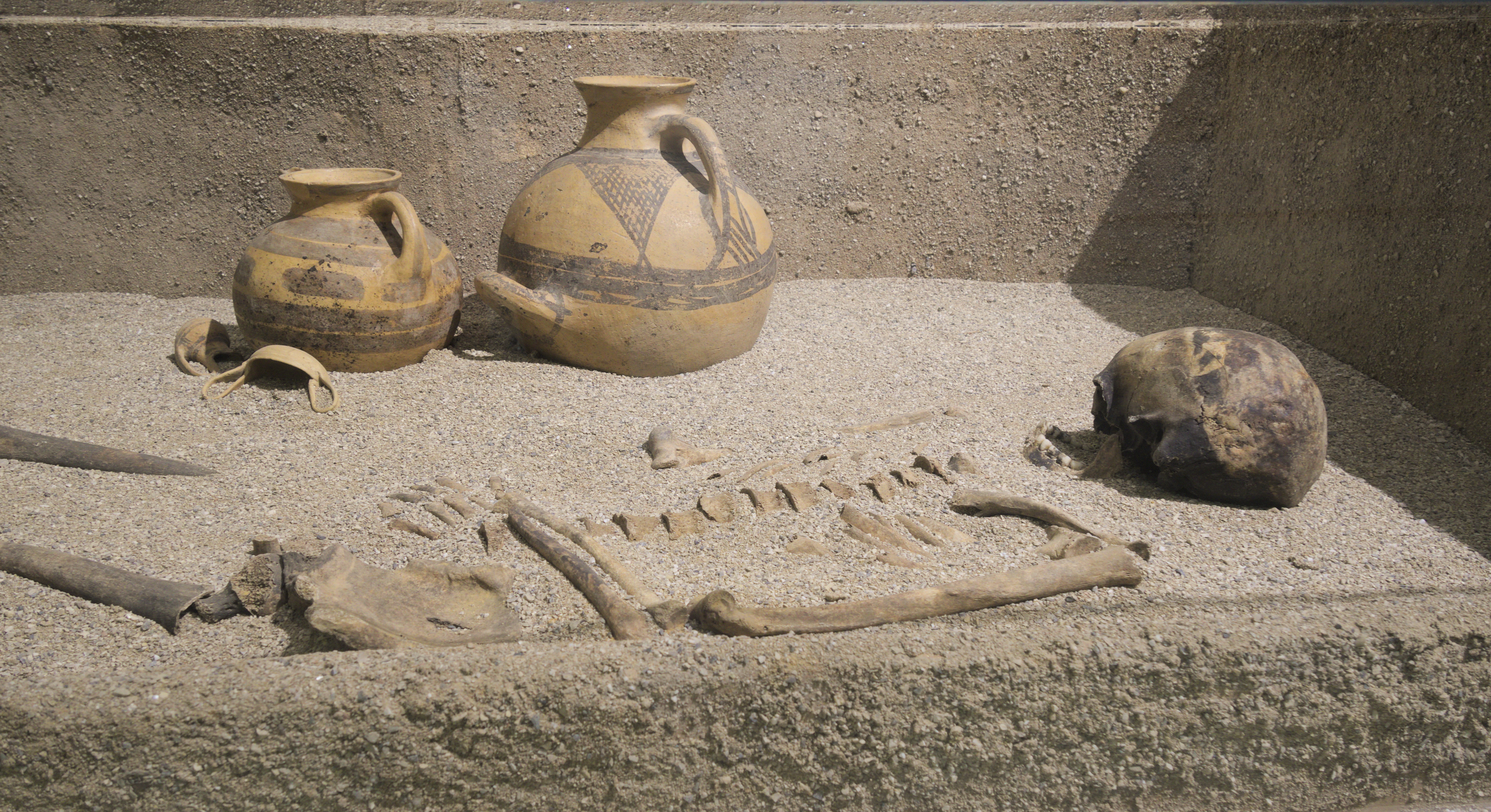
Site funéraire n° 26 de l'Helladique moyen à Berbati, reconstruit.

### Palaia (Archaia) Epidavros
Palaia (Archaia) Epidavros, désormais combinée avec Nea Epidavros depuis 2010, était mentionnée dans l'Iliade d'Homère comme « riche en vin » et pour avoir envoyé un grand nombre de navires à Troie. Sa nécropole a révélé que l'occupation originale du site remontait au moins au milieu du IIe millénaire avant notre ère. Les fouilles systématiques du site n'ont commencé que dans les années 1970 et se sont concentrées sur la nécropole mycénienne au nord-ouest de la ville et l'acropole située sur la petite péninsule à l'est. Plusieurs tombes taillées dans la roche ont été explorées et un temple classique dédié à Artémis a été examiné. Un temple dédié à Héra se trouve sous l'église actuelle d'Agios Nikolaos. Son petit théâtre qui pouvait accueillir environ 2 000 personnes a été daté du IVe siècle avant notre ère. Les fouilles archéologiques sont en cours et comprennent l'exploration des vestiges romains d'un établissement de bains et d'un système d'égouts.

### Nauplie
Nauplie, connue sous ce nom dans l'Antiquité classique, était le port d'Argos, dans l'ancienne Argolide. On dit que son nom dérive de Nauplos, fils de Poséidon et d'Amymone. Pausanias rapporte que la ville était à l'origine une colonie d'Égyptiens amenés à Argos par Danaos, fils du roi Bélus d'Égypte, qui serait le fils de Poséidon,.

### Midea
Midea, à l'origine connue sous le nom de Persépolis, était célébrée comme la résidence d'Électryon, fils de Persée et d'Andromède,. Elle était gouvernée par le roi Protée d'Argos. Ses vestiges comprennent une citadelle de l'âge du bronze, une tombe à tholos et une nécropole de tombes à chambre. Elle a été fouillée par l'archéologue suédois Axel W. Persson vers 1926 et les fouilles se poursuivent sous les auspices de l'Institut suédois d'Athènes. En 2006, des vestiges d'un système défensif de l'époque helladique II ont été découverts sur le site de l'acropole supérieure. Des poteries datant de la période helladique I et de la période helladique IIB2 tardive ont également été récupérées, dont deux figurines humaines. Les fouilles se sont poursuivies en 2007 et des squelettes humains ont été exposés à un niveau présentant des traces de destruction à la fin de la période helladique IIIB2,,,.

## Période mycénienne
D'impressionnantes figurines féminines faites au tour ainsi que la sculpture de la « Dame d'Asine », des tablettes en linéaire B, des amphores de stockage, des vestiges d'atelier, des sceaux cylindriques mittaniens du nord de la Syrie, un lingot de bronze et des objets en faïence, ambre et albâtre dans les collections mycéniennes du musée ont été récupérés à Tirynthe, Médée et Asine.
Les objets exposés provenant des tombes à cistes et des tombes à chambre des cimetières d'Evangelistria (Nauplie), d'Asine et de Palaia Epidavros, ainsi que de Dendra et de la tombe à tholos du village de Kazarma dans l'unité de Messénie du Péloponnèse comprennent des vases en pierre, en métal et en argile, des figurines, des pièces d'ivoire, des pierres à sceau et des bijoux en or, en pierres semi-précieuses, en ambre, en faïence et en verre.

### Armure mycénienne de Dendra
Parmi ces objets qui reflètent la hiérarchie de la société mycénienne, on trouve un ensemble rare et presque complet d'armures mycéniennes en bandes de bronze datant de la fin du XVe siècle avant J.-C. La cuirasse en bronze martelé a été découverte par des archéologues suédois à Dendra. La panoplie se compose de quinze pièces distinctes de feuilles de bronze, maintenues ensemble par des lanières de cuir, qui entouraient le porteur du cou aux genoux. Son haut col en bronze était une caractéristique typique des armures corporelles du Proche-Orient. Ont également été découverts des éclats de défenses de sanglier, éléments subsistants d'un casque de ce type. Des fouilles ultérieures ont également révélé des sépultures dans des tumulus de l'âge du bronze, comprenant des chevaux sacrifiés.

Époque mycénienne
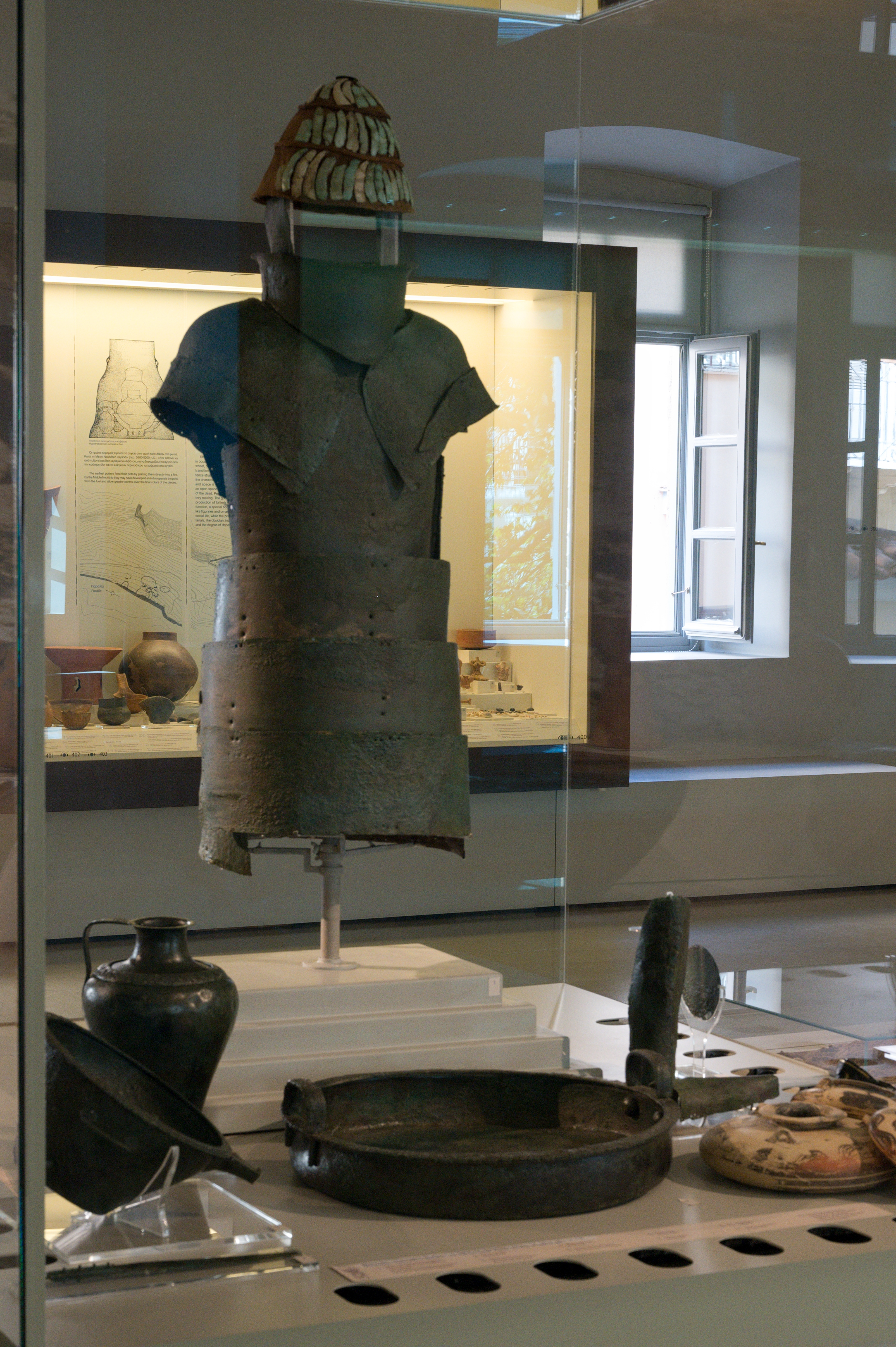
Panoplie de Dendra avec objets funéraires trouvés dans la tombe à chambre 12 à Dendra
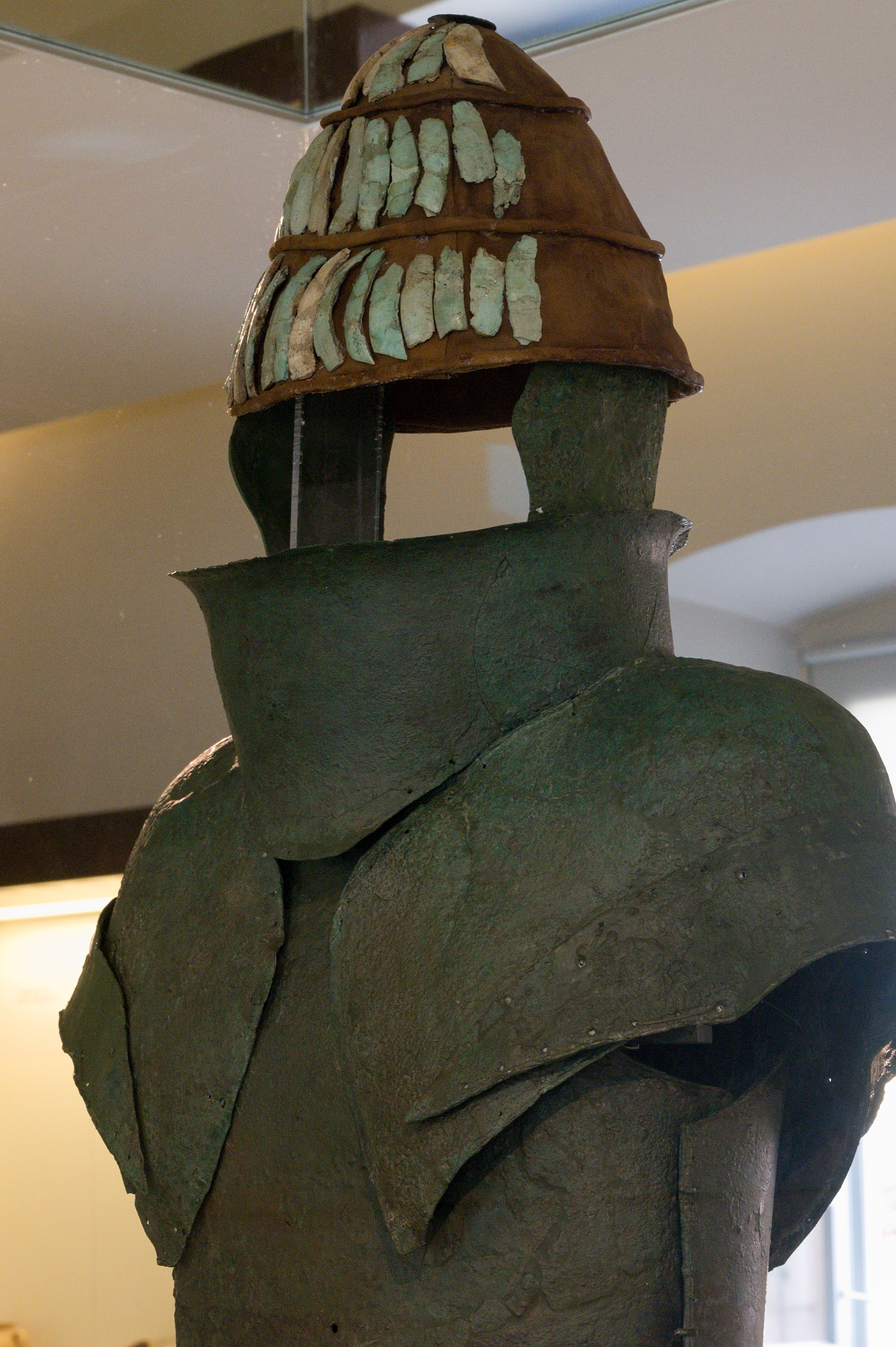
Restes d'un casque en défenses de sanglier découverts dans la tombe à chambre 12 à Dendra
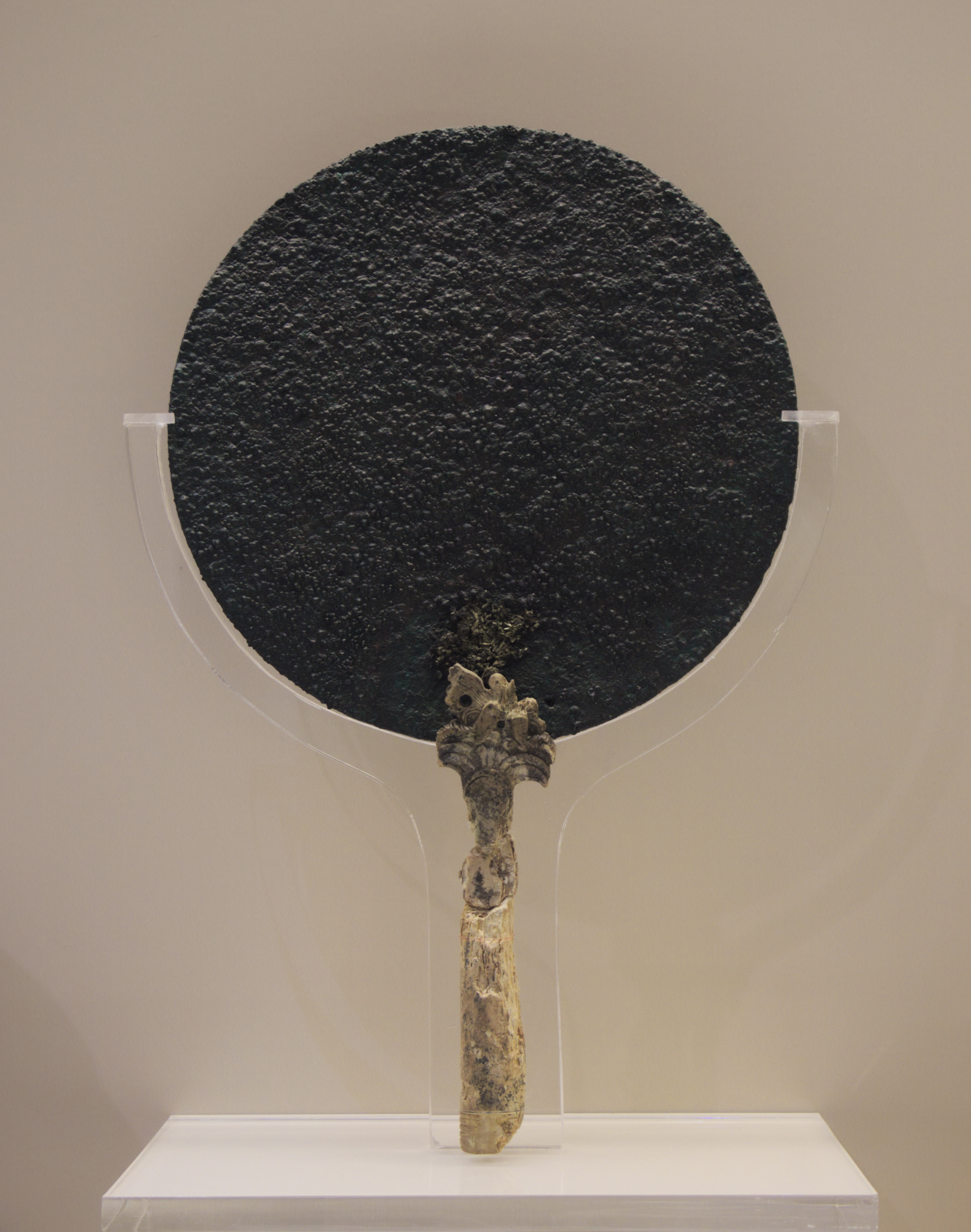
Miroir en bronze avec manche en ivoire, 1500-1350 av. J.-C.
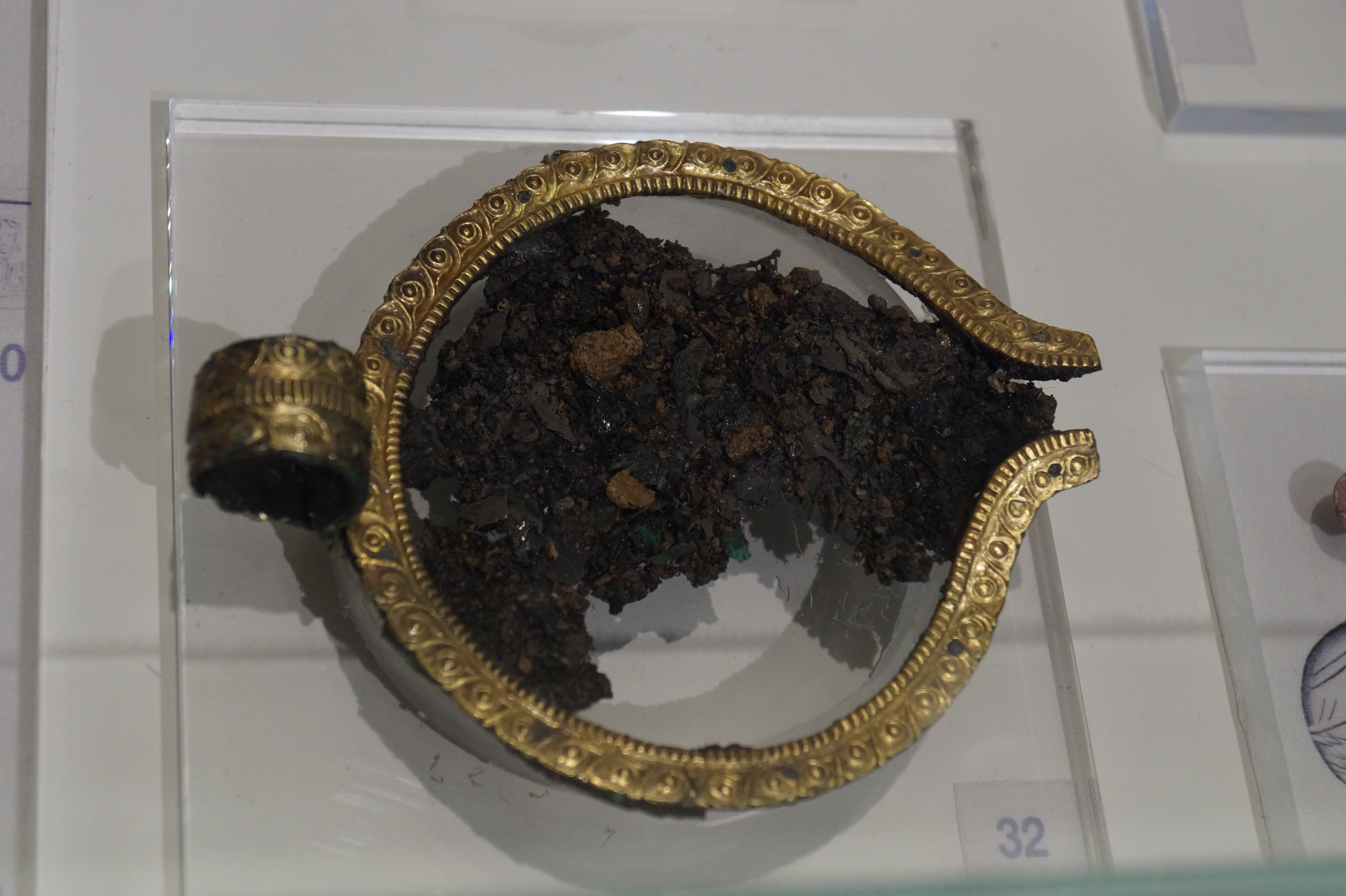
Coupe en argent avec bord et anse en or provenant de la fosse II de la tombe à tholos de Kazarma (1500-1450 av. J.-C.)
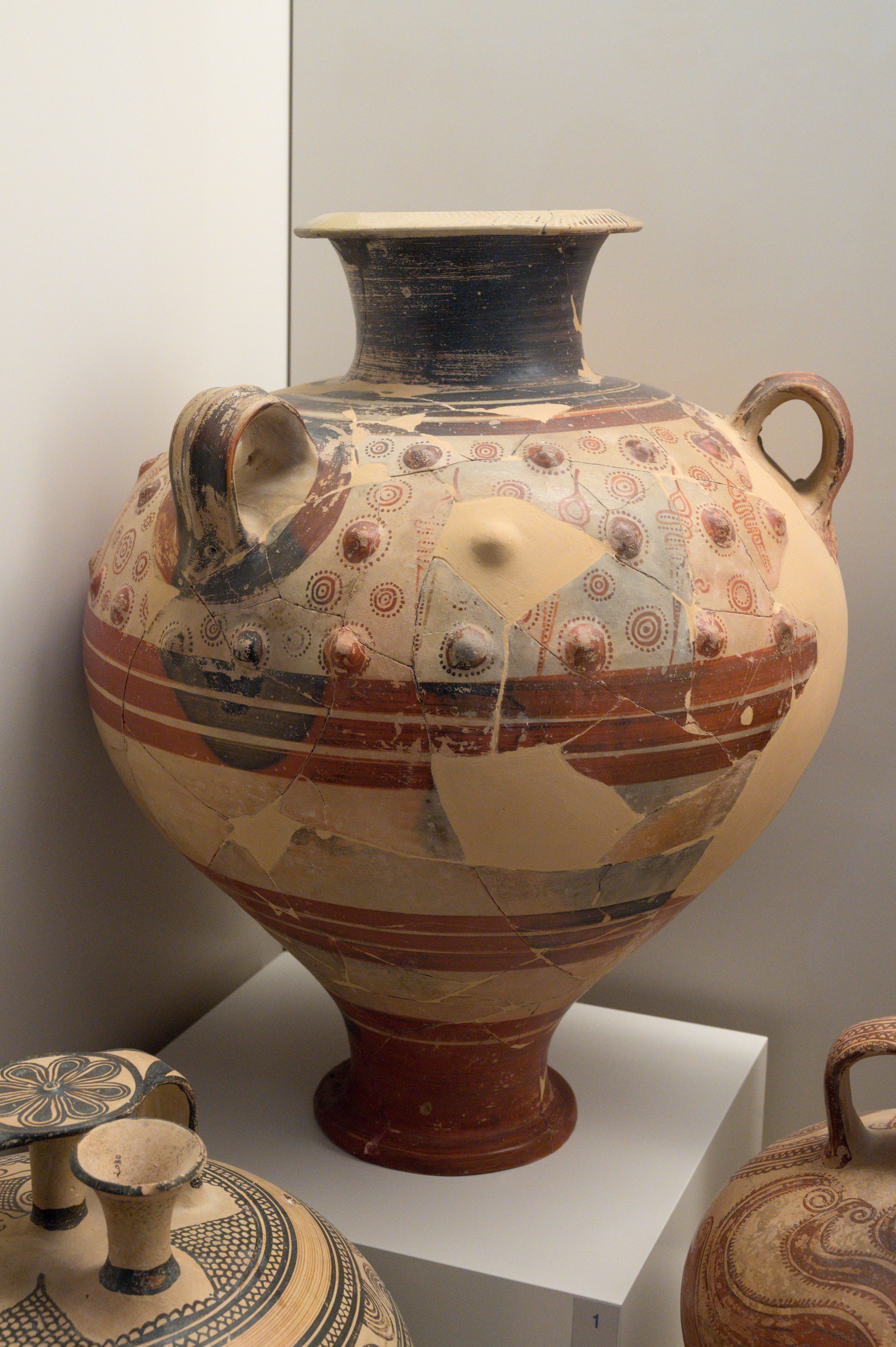
Vase piriforme découvert à Asine (1350-1300 av. J.-C.)
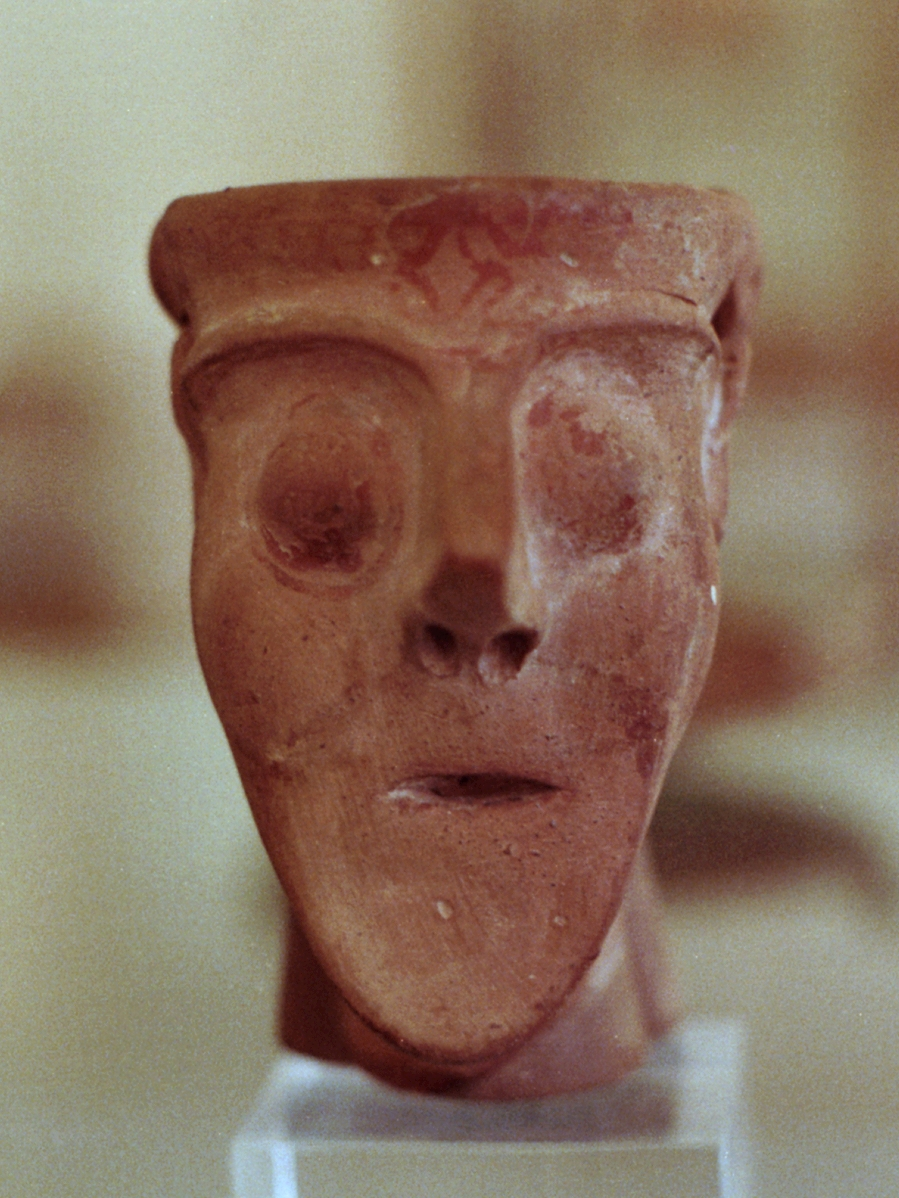
Dame d'Asine XIIe siècle avant J.C.
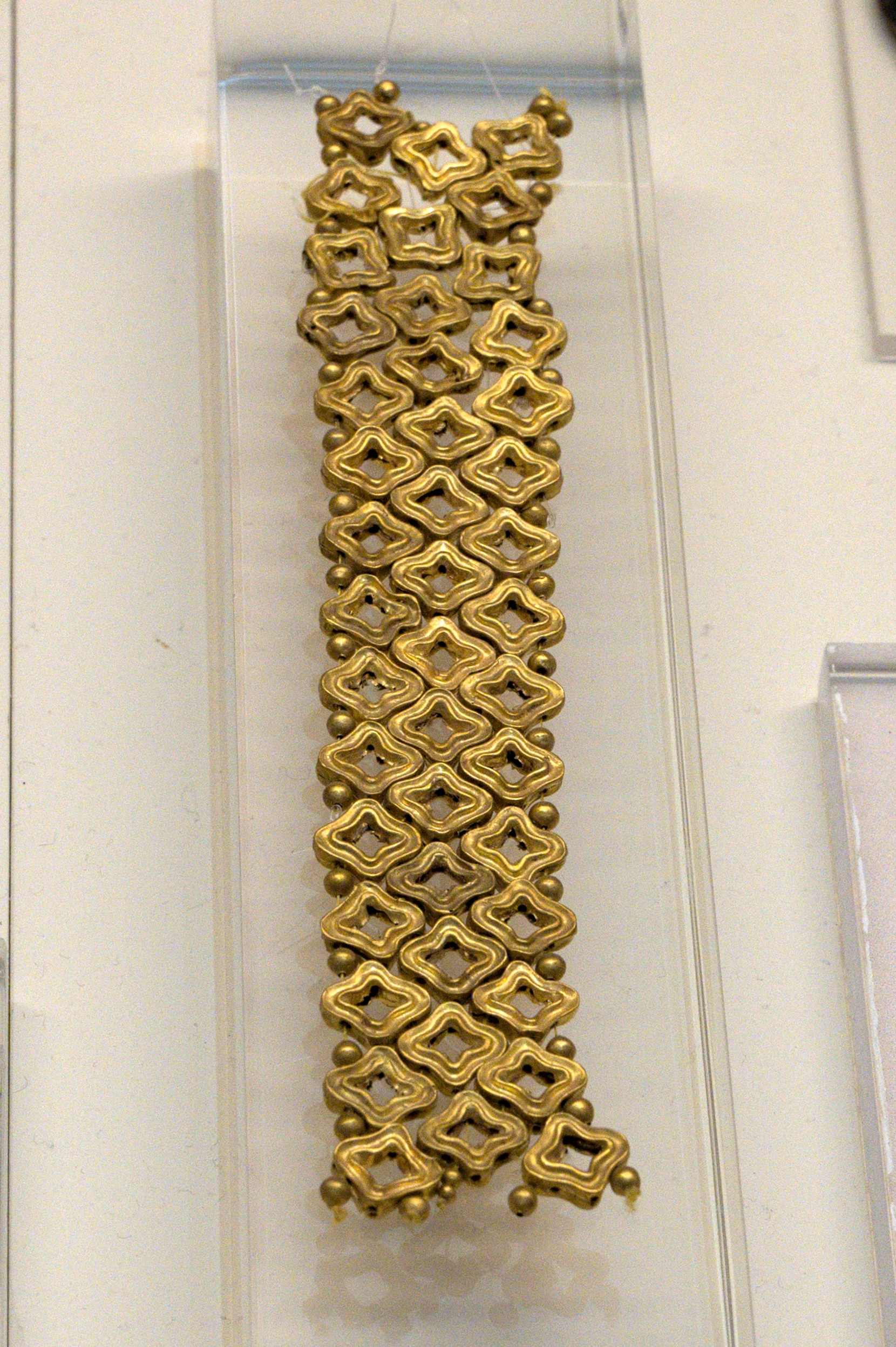
Perles en or, 1500-1350 av. J.-C., Asine, tombe à chambre I.
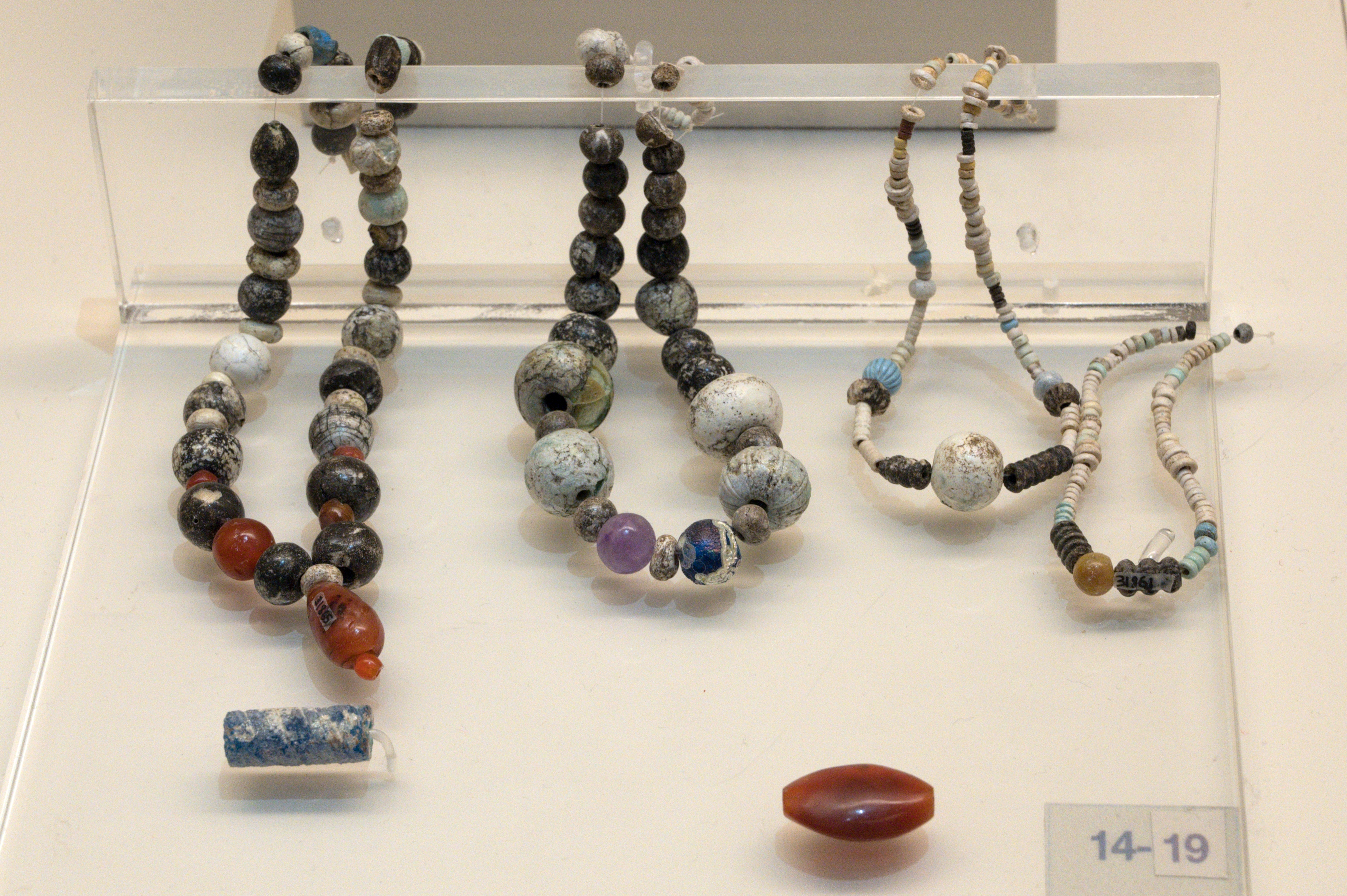
Perles en verre, faïence, améthyste et cornaline, XVe siècle av. J.-C. Asine, Chambre Tombe V.
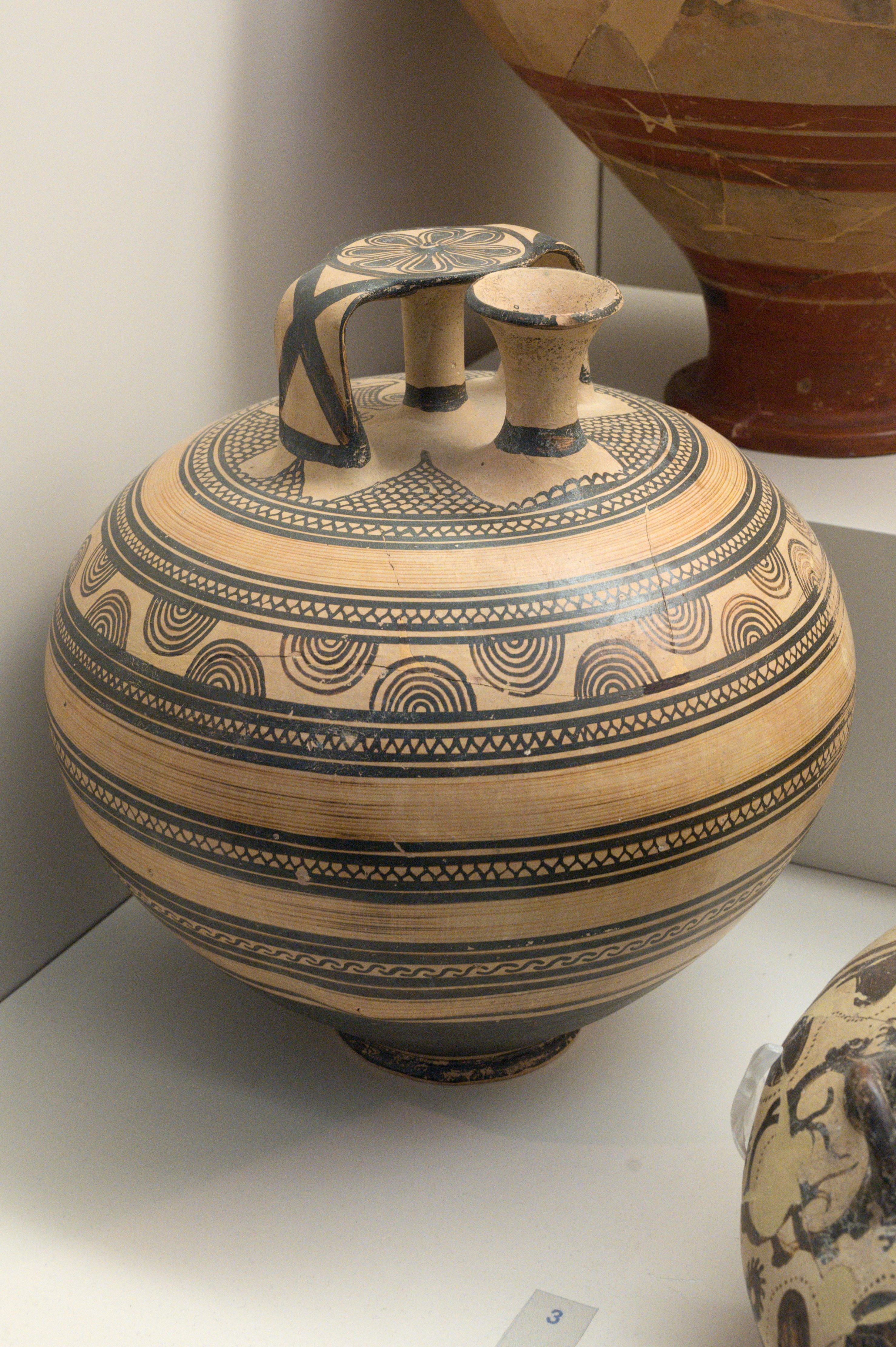
Vase à étrier d'Asine, 1150-1100 av. J.-C.
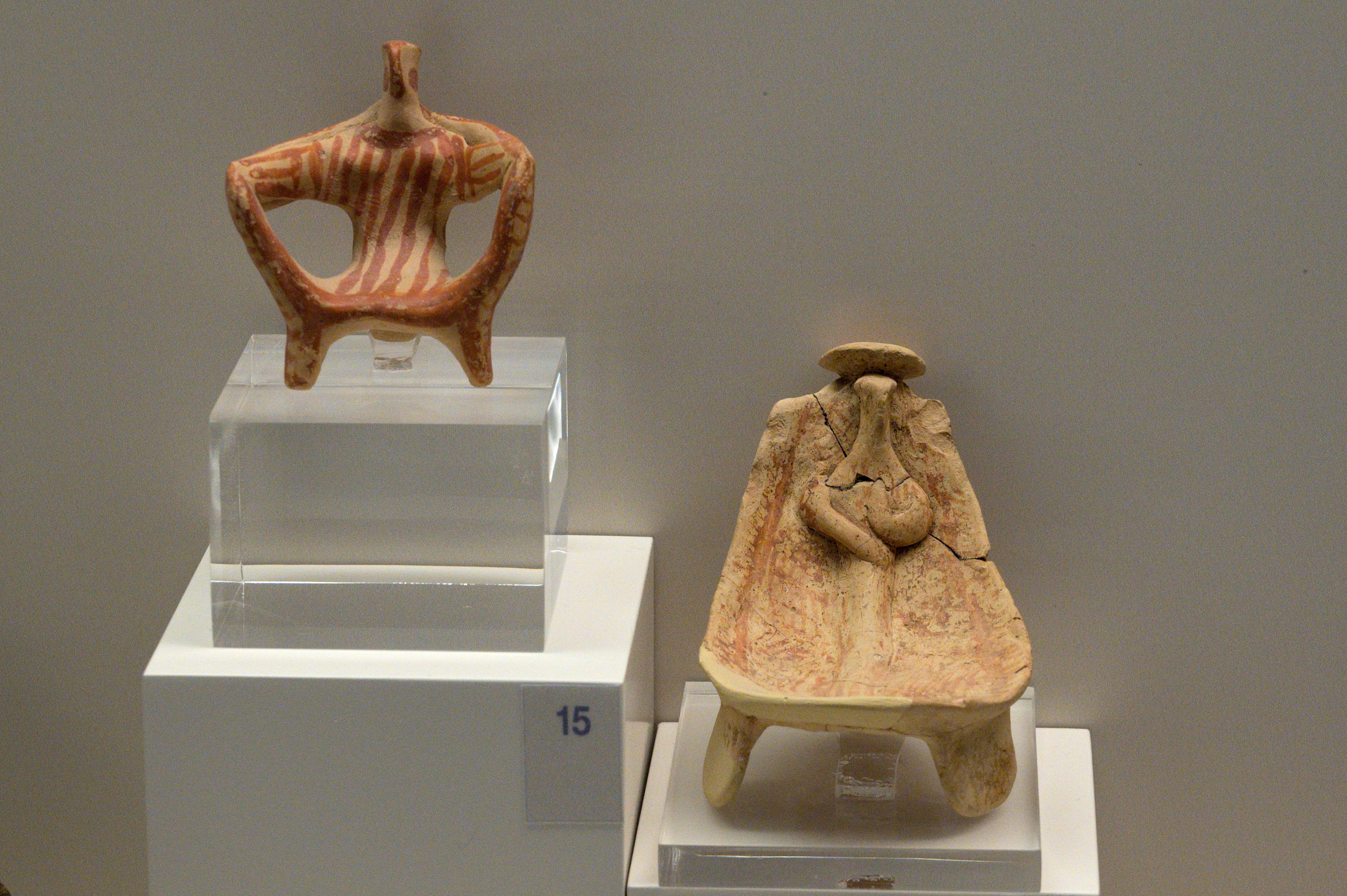
Déesses oiseaux intronisées de Palea Epidavros et Berbati, 1350-1300 av. J.-C.
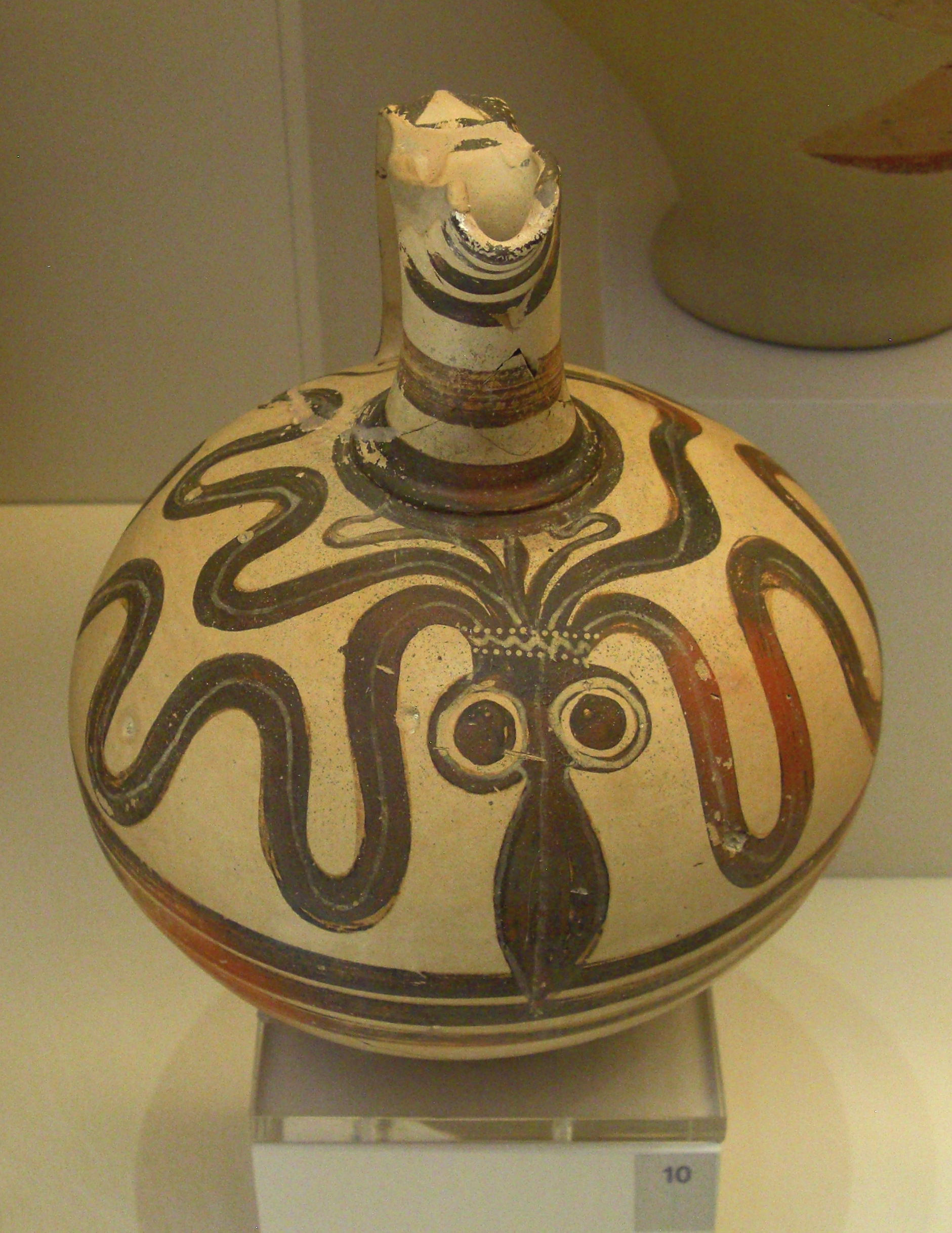
Cruche à bec avec pieuvre, Berbati, tombe à chambre III, 1350-1300 av. J.-C.
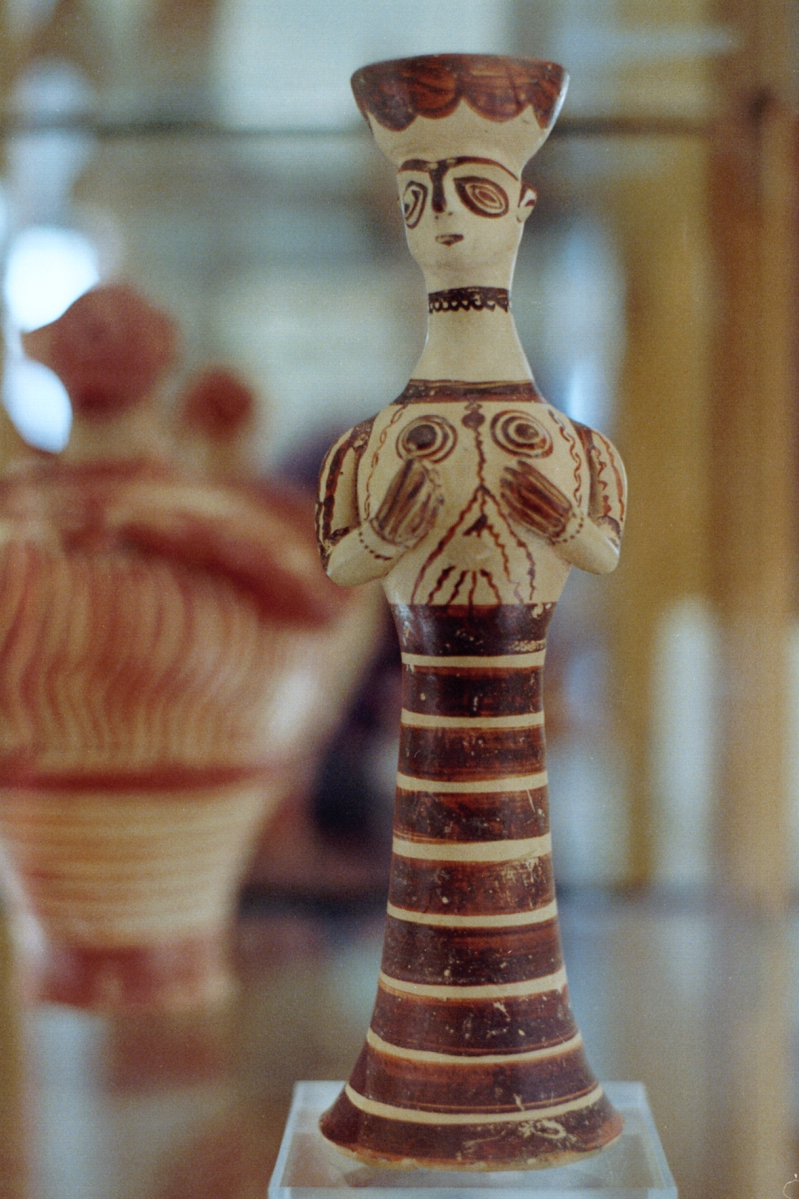
Figurine féminine en terre cuite de Midéa, 1250-1200 av. J.-C.
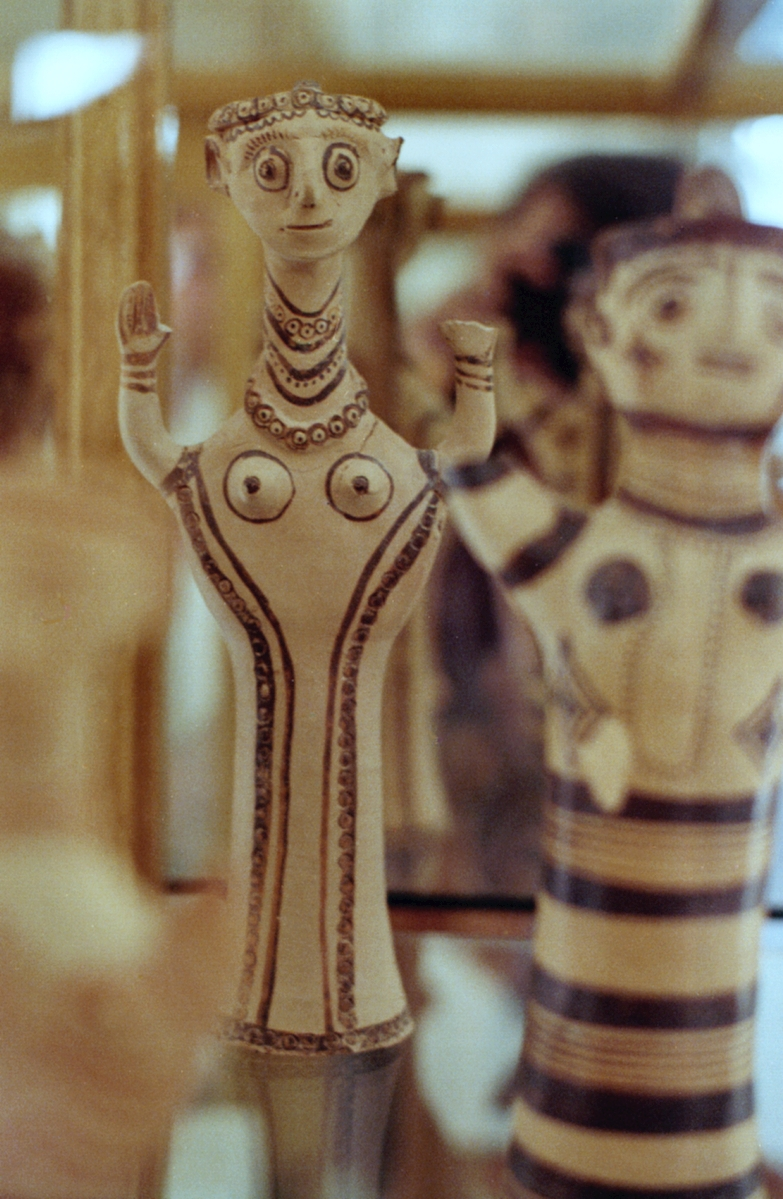
Figurine féminine en terre cuite de Midea, XIIe siècle avant J.-C.
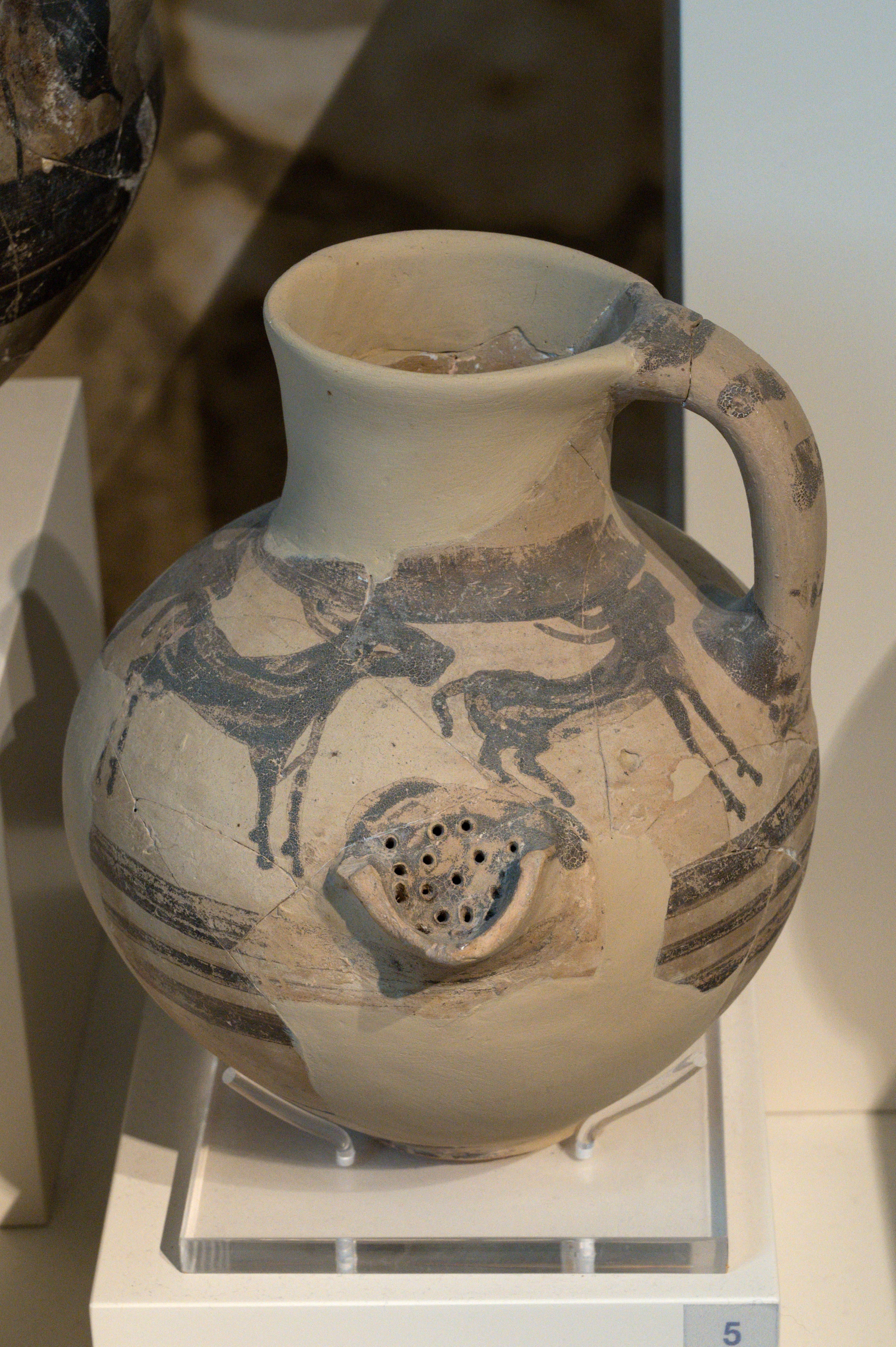
Cruche à passoire avec bovidés, Midea, 1250-1200 av. J.-C.

## Âge du fer

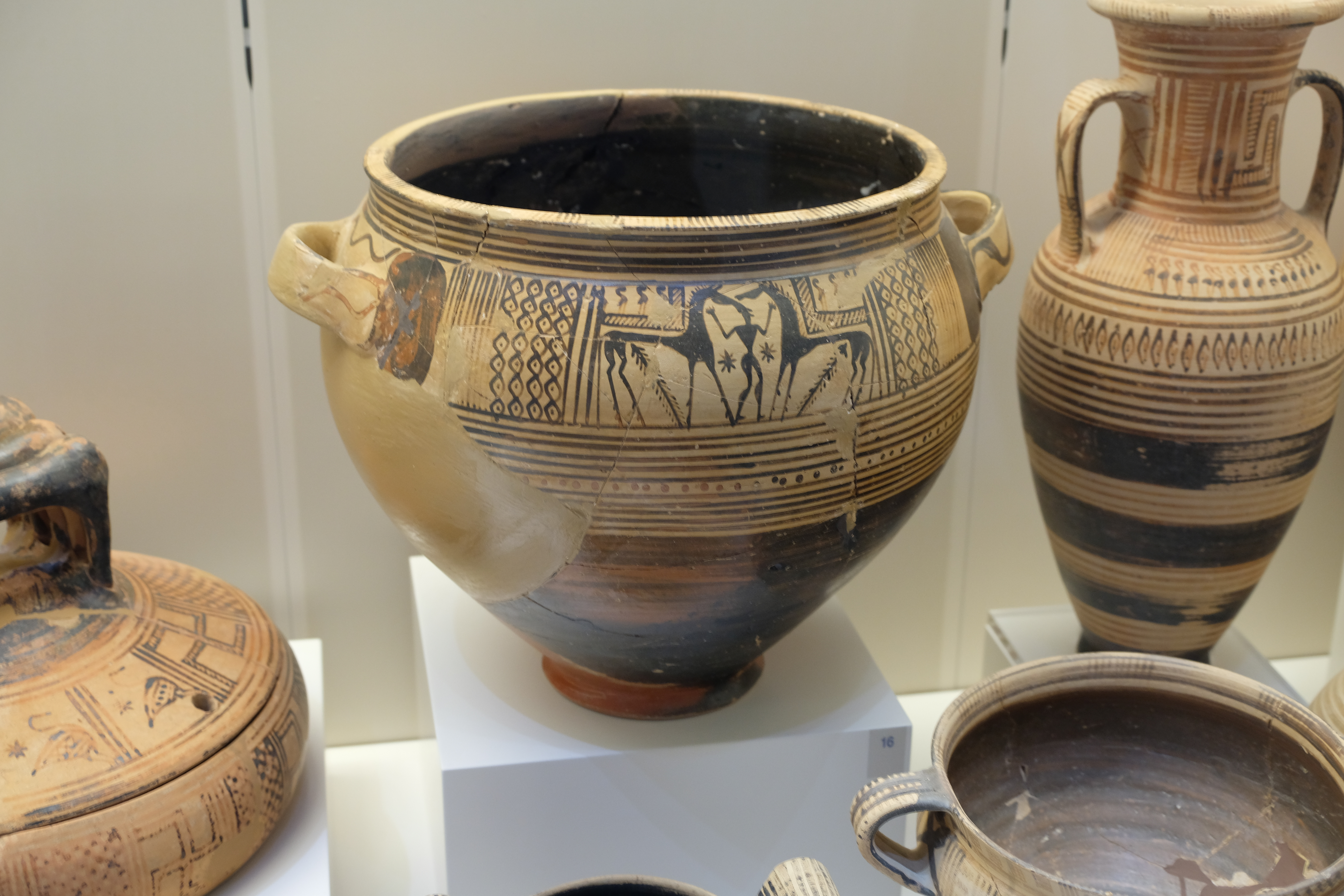
Cratère avec figure masculine et chevaux de Tirynthe, tombe XXIII, 730-690 av. J.-C.

L'âge du fer est généralement considéré comme ayant débuté dans le sillage de l'effondrement de l'âge du bronze, au XIIe siècle avant notre ère. En Europe centrale et occidentale, on considère qu'il s'est terminé avec les conquêtes romaines du Ier siècle avant notre ère. L'âge du fer n'a pas commencé avec l'apparition du fer en Europe, mais lorsqu'il a commencé à remplacer le bronze dans la préparation des outils et des armes. Les armes, les outils et les ustensiles n'étaient plus moulés, mais martelés pour leur donner forme, et la décoration est devenue élaborée et curvilinéaire plutôt que simplement rectiligne. Un casque en bronze provenant d'une tombe sous-mycénienne du XIe siècle avant notre ère à Tirynthe est un exemple dans le musée de l'artisanat du début de l'âge du fer. Des figurines en poterie et des scènes de chevaux, de guerriers, de bateaux, de danses rituelles, d'animaux et d'oiseaux de l'époque d'Homère, récupérées dans les tombes de Pronoia (Nauplie), Tirynthe, Asine et Berbati sont des exemples d'art funéraire de la période géométrique.

## Périodes archaïque et suivantes

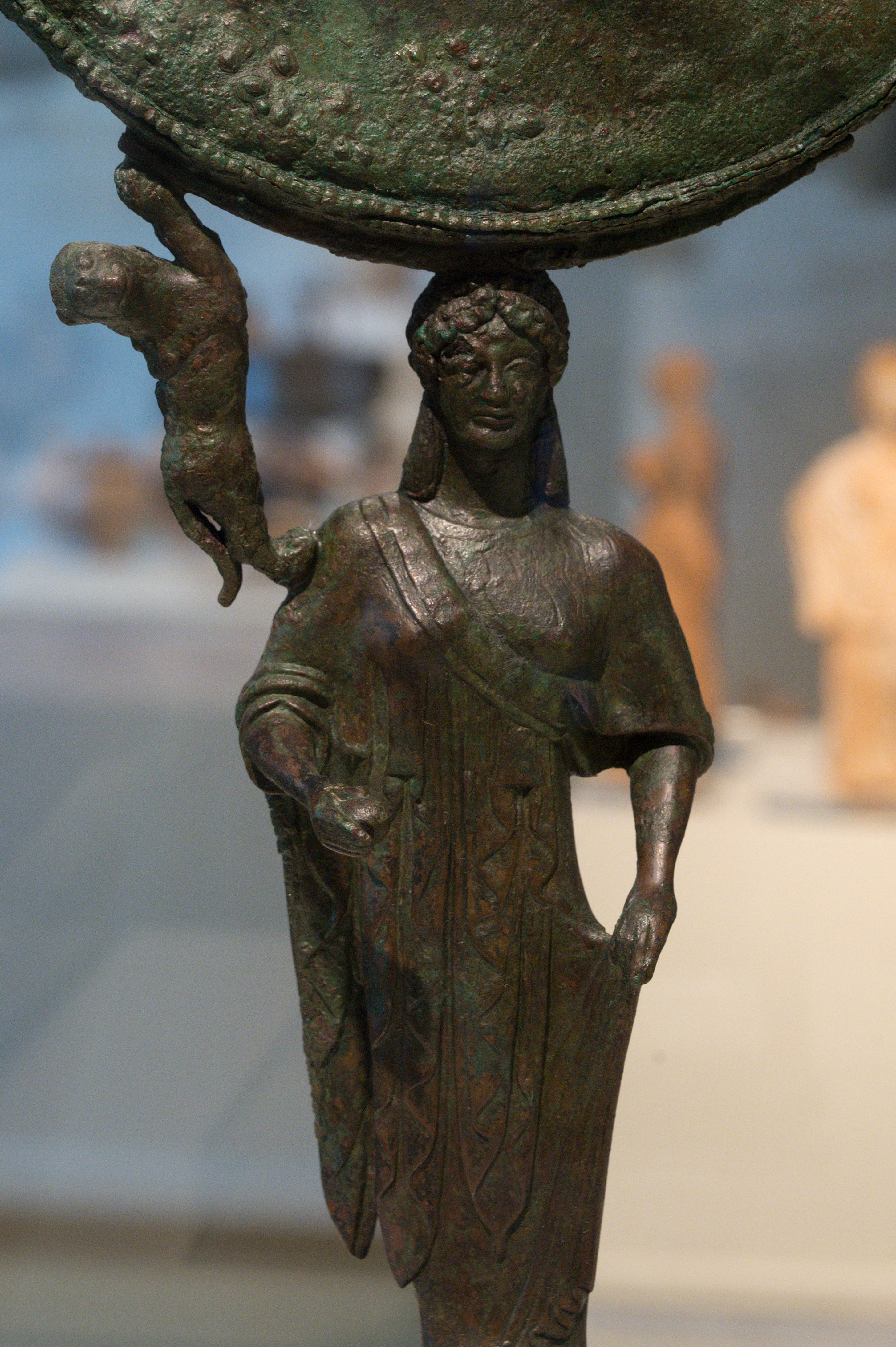
Miroir en bronze, Caryatide, Haliéis, 490-470 av. J.-C.

La période archaïque en Grèce, de 800 à 480 av. J.-C., est également représentée par des objets de culte provenant d'un dépôt en fosse à Tirynthe. Des figurines votives de divinités féminines intronisées, de femmes fidèles, des vases miniatures, des fleurs, des fruits et des guirlandes auraient été offerts dans le cadre du culte de la déesse Héra. Des casques et des jambières miniatures en bronze, ainsi que des boucliers votifs en terre cuite et des masques rituels du VIIe siècle av. J.-C., ont peut-être été des offrandes à la déesse Athéna. Des découvertes des anciennes villes d'Hermione et d'Halieis rejoignent des artefacts d'Épidaure et d'Asine dans des expositions d'objets des VIe-Ve siècles av. J.-C. Les objets comprennent des vases en argile et en verre, des figurines, des bijoux en or, des strigiles, des miroirs en bronze et des ustensiles. On notera une figure de Koré (vers 600 av. J.-C.) provenant du sanctuaire d'Artémis à Épidaure, un miroir en bronze de type Caryatide (490-470 av. J.-C.) provenant d'Hermione et des clés en bronze provenant du temple d'Halieis.

### Hermione

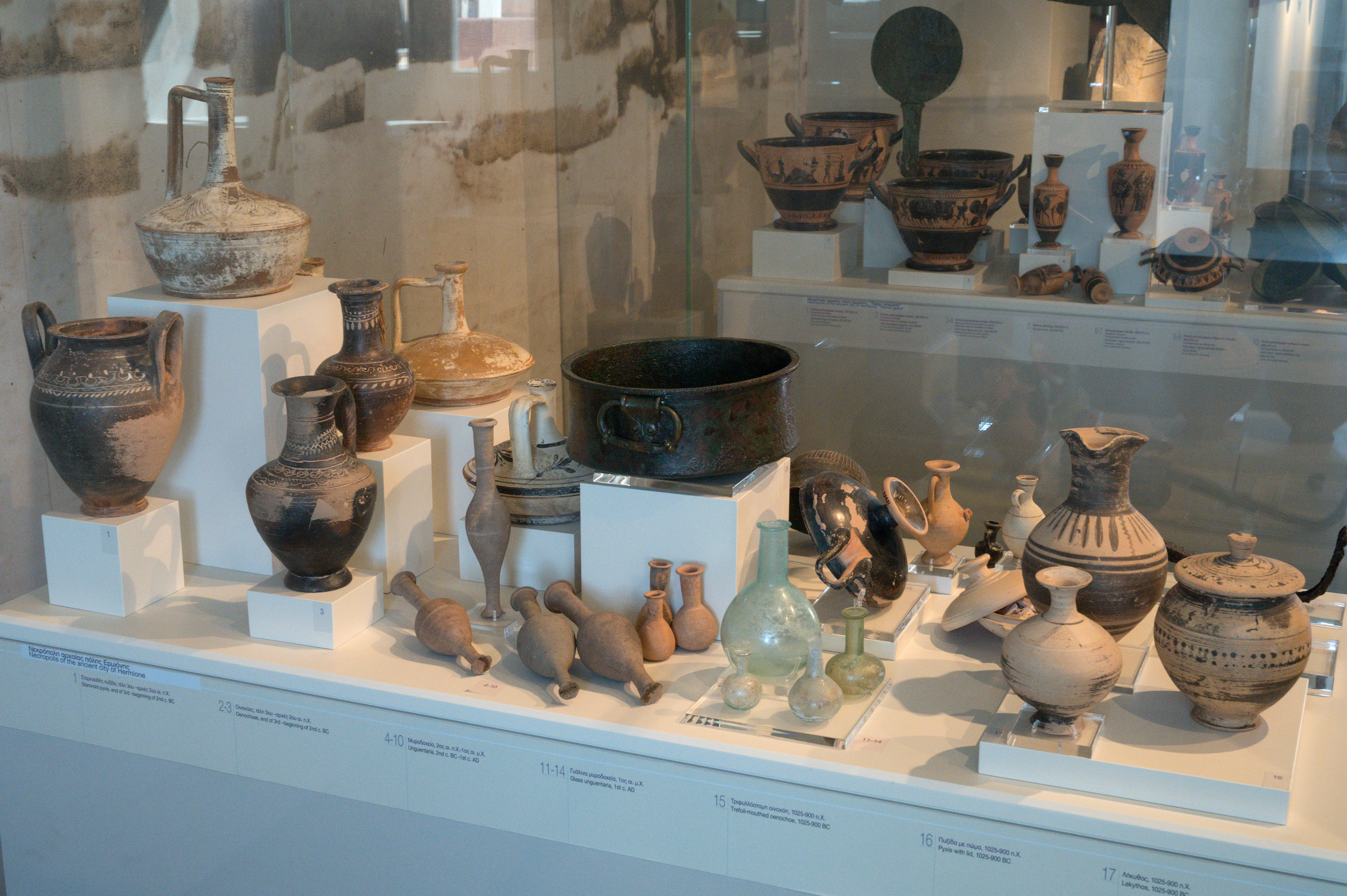
Objets provenant d'Hermione, XIe-Ier s. av. JC

Selon la mythologie grecque, Hermione a été fondée par les Dryopes qui avaient fui le mont Œta après avoir été attaqués par Héraclès. Contrairement à Asine, Hermione est restée une ville indépendante longtemps après l'arrivée des Doriens et aurait envoyé trois navires à la bataille de Salamine et 300 hommes à la bataille de Platées pendant les guerres médiques. En 464 av. J.-C., elle est passée sous le contrôle des Argiens au moment même où ils soumettaient Mycènes et Tirynthe. Le peuple d'Hermione a ensuite retrouvé son indépendance et est devenu un allié de Sparte. Mais après qu'Aratus de Sicyone ait libéré Argos en 228 av. J.-C., Hermione a rejoint la Ligue achéenne. Au IIe siècle de notre ère, cependant, elle a été abandonnée. Hermione était le site du sanctuaire de Clyménos (un surnom d'Hadès) où les Hermioniens croyaient qu'une ouverture dans la terre était le chemin le plus court vers l'Hadès. Par conséquent, contrairement à la plupart des Grecs, les Hermioniens ne mettaient pas de pièce d'argent dans la bouche de leurs morts pour payer Charon, le passeur des Enfers.

Hermione
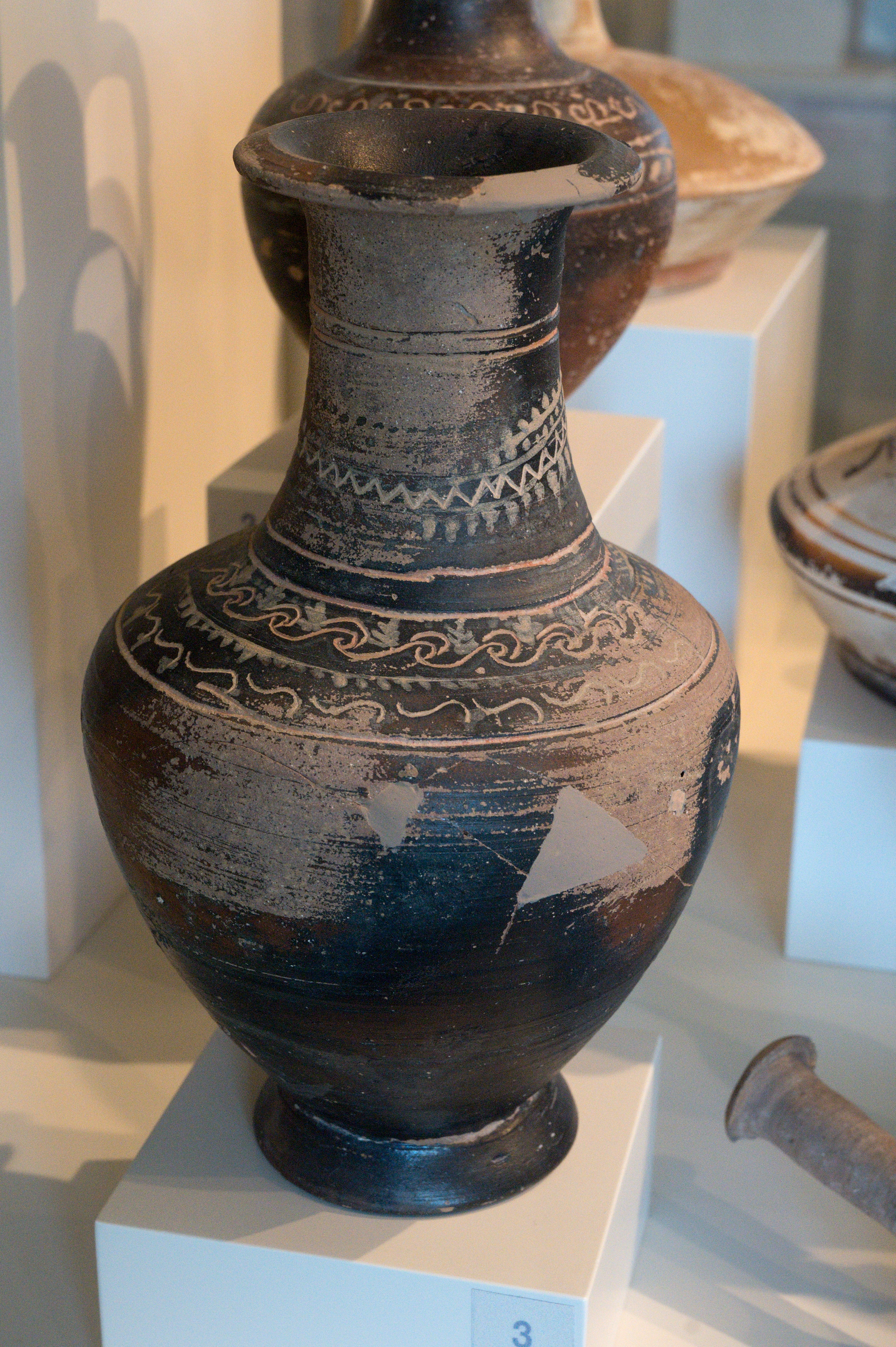
Œnochoé, Hermione, 200 av.JC
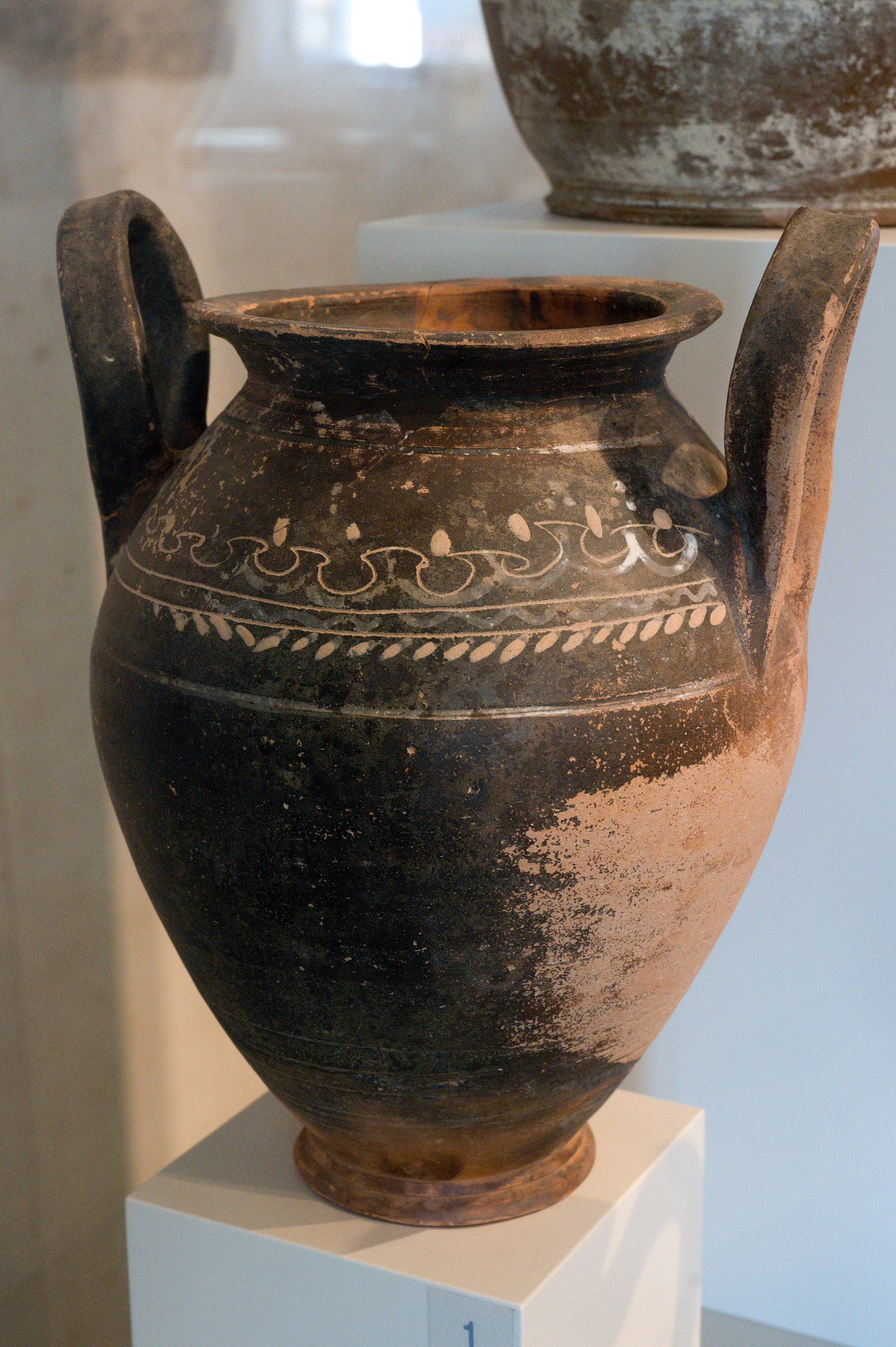
Pyxide stamnoïde, Hermione, 200 av.JC
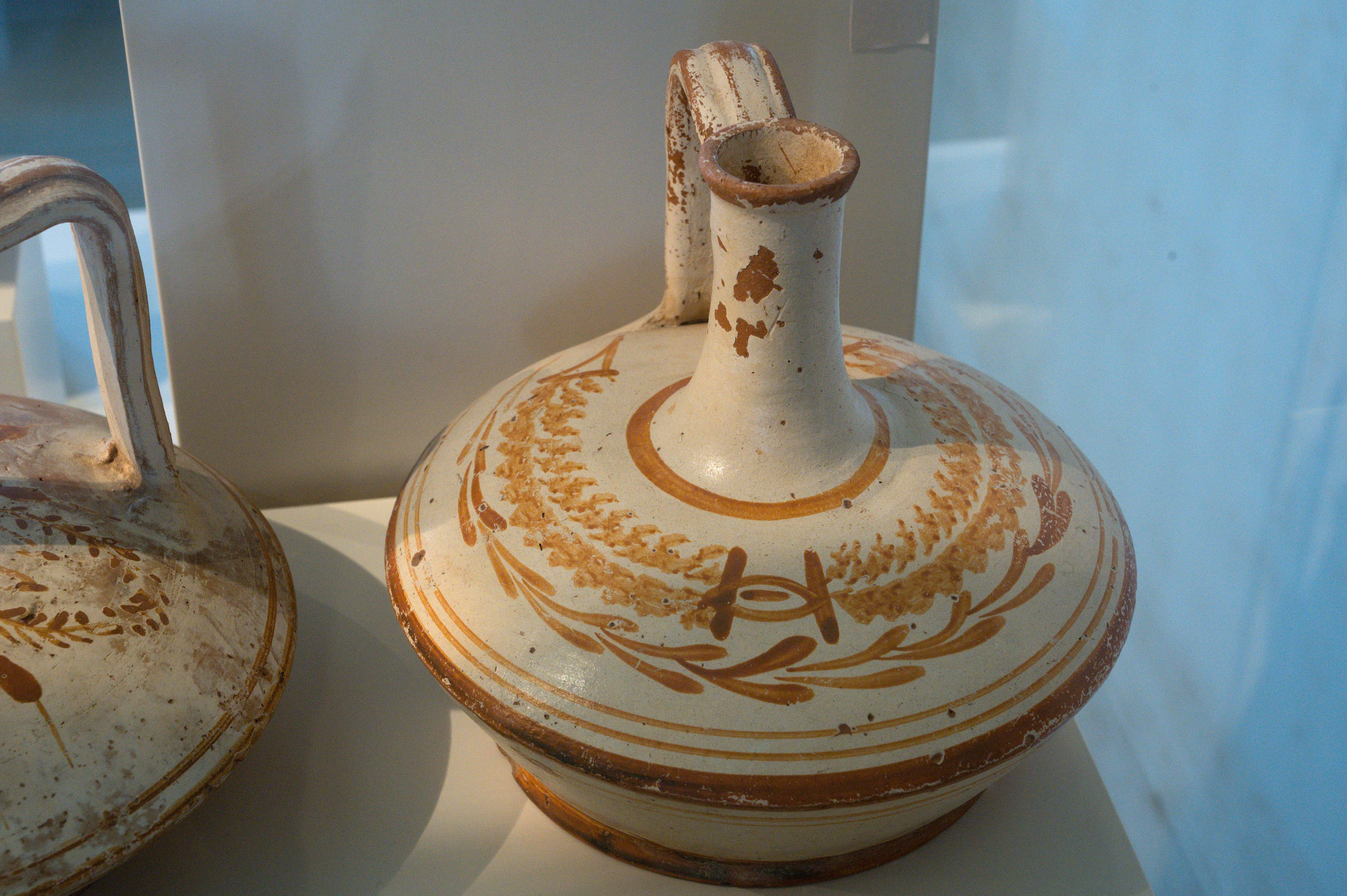
Lagynos, Hermione, 150-100 av.JC

### Haliéis

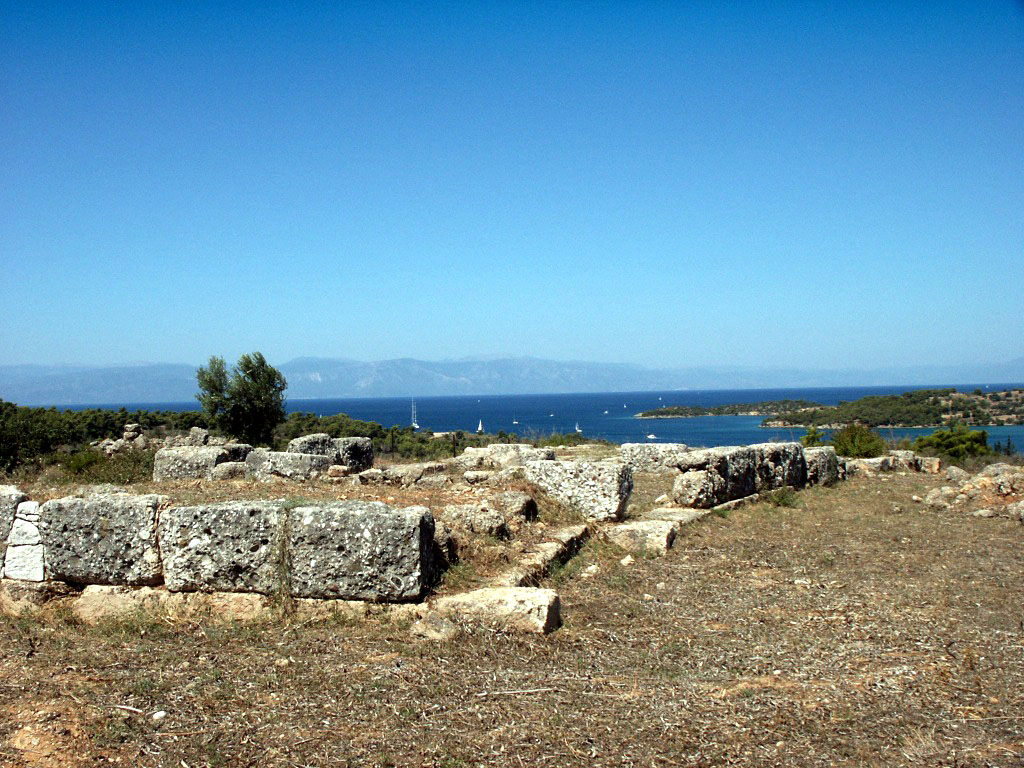
Acropole d'Haliéis.

Haliéis (grec ancien : Ἁλιεῖς ), ou Haliké (Ἁλίκη), Halia (Ἁλία), Alykos (Ἄλυκος) ou Haliai (Ἁλιαί) était une ville portuaire située à l'embouchure du golfe d'Argolide. Les habitants de Tirynthe et d'Hermione s'y réfugièrent lorsqu'ils furent expulsés de leurs propres villes par les Argiens. En 460 av. J.-C., elle devint sujette de Sparte. Par la suite, elle fut ravagée à plusieurs reprises par les Athéniens pendant la guerre du Péloponnèse, bien que des vestiges de son acropole soient encore visibles. Selon Pausanias, elle aussi fut abandonnée au IIe siècle apr. JC.

Haliéis
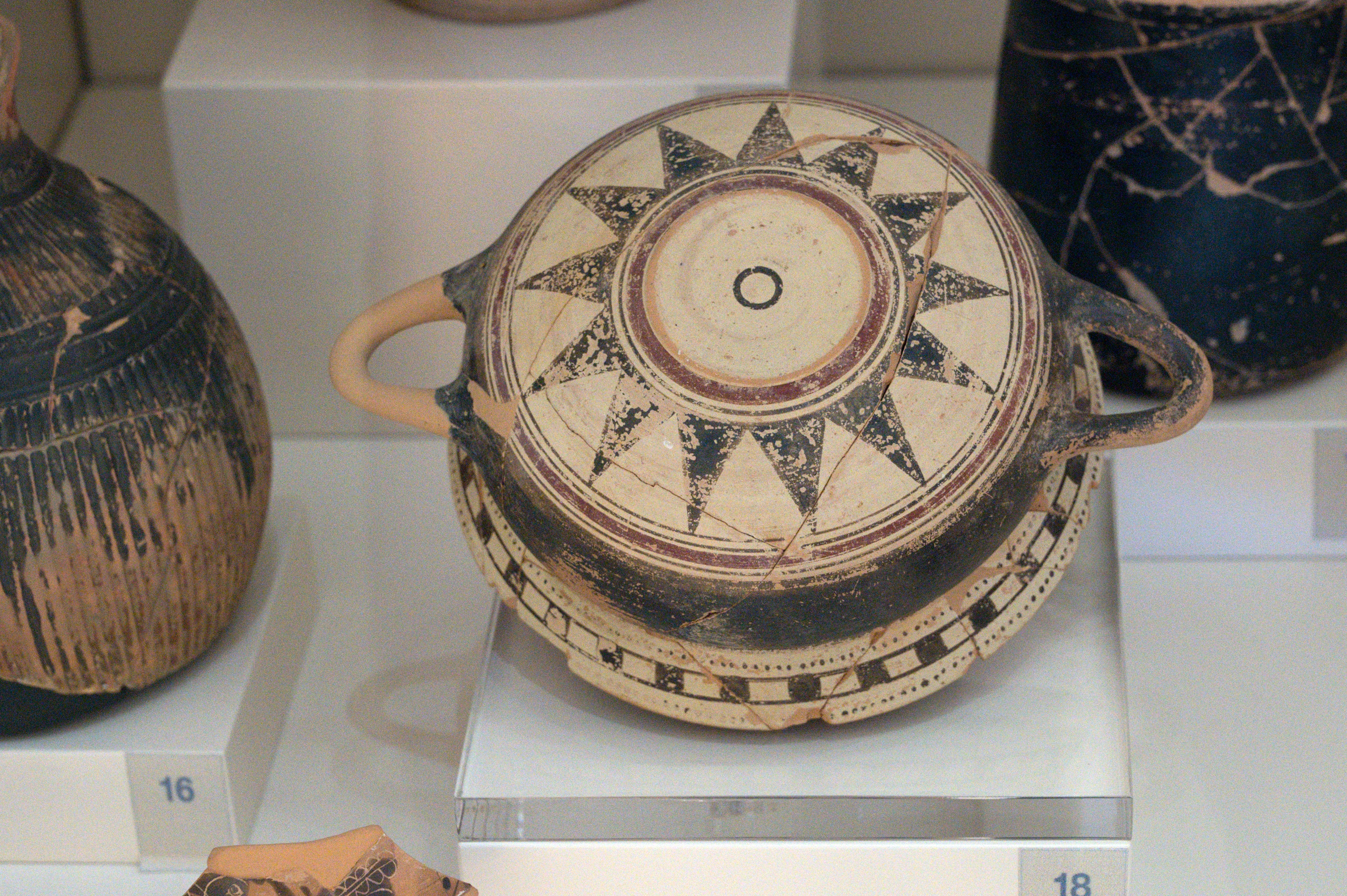
Coupe laconienne, VIe s. av.JC
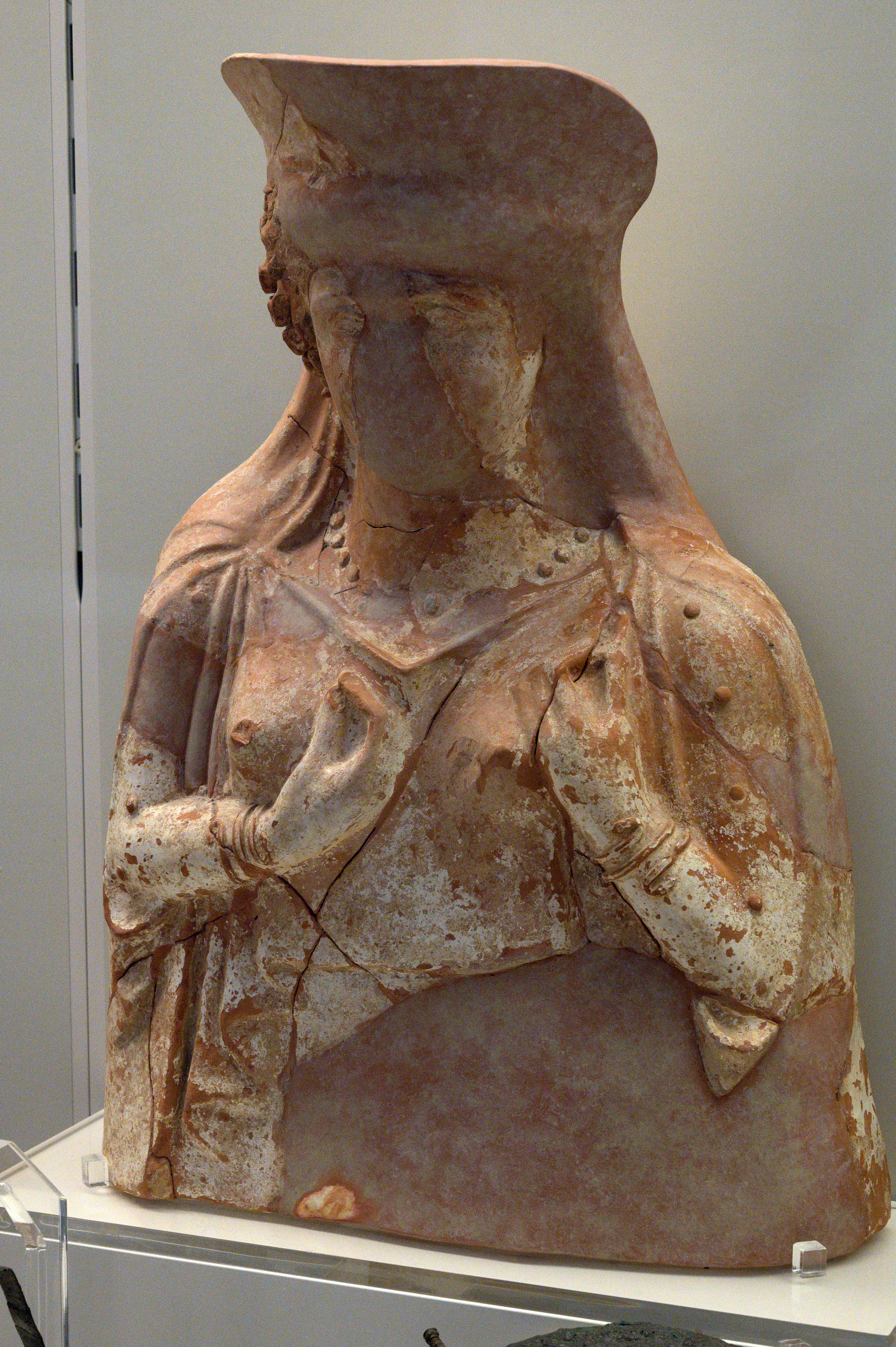
Figure de terre cuite (Déméter ?), 450-400 av.JC
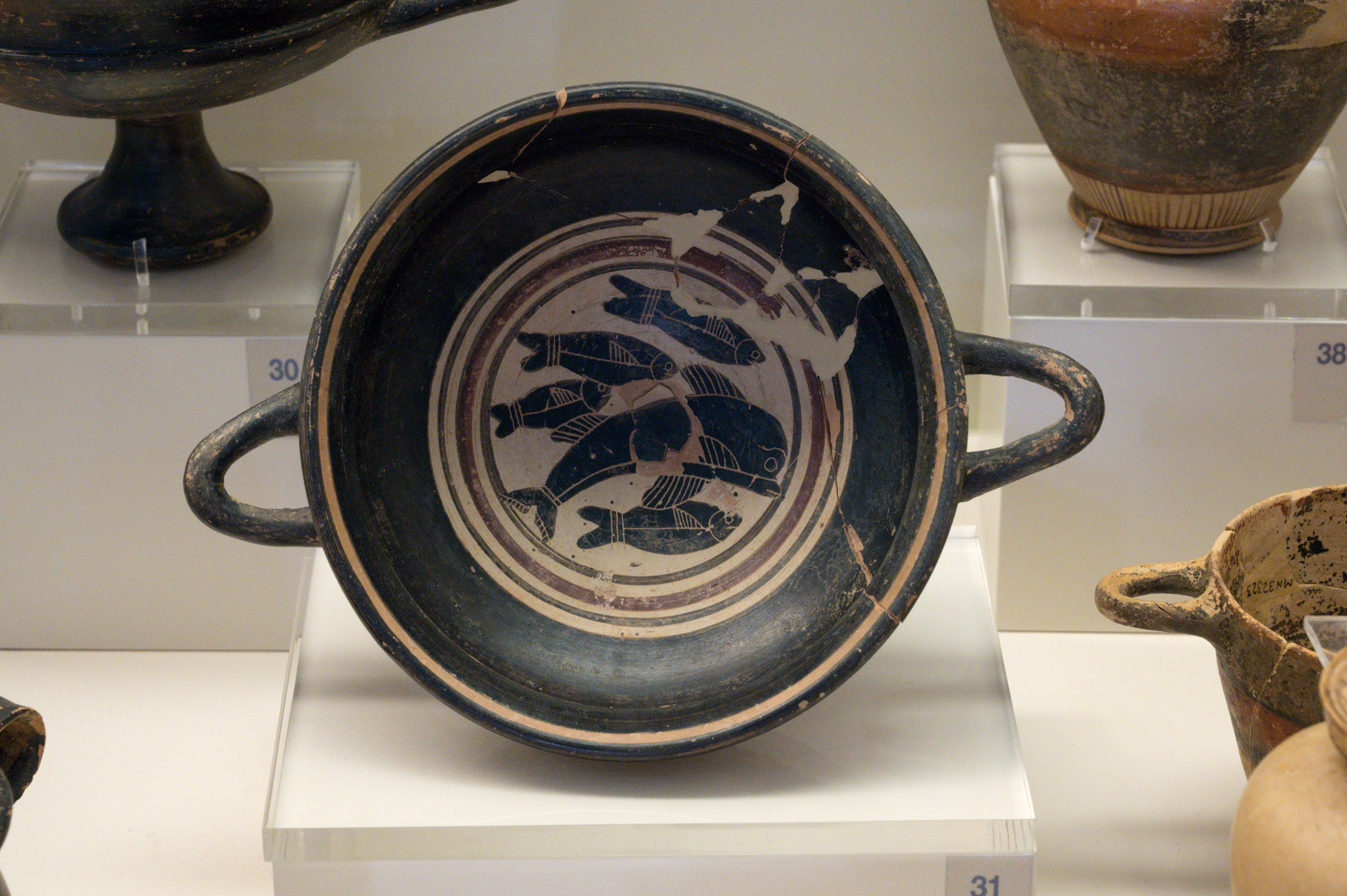
Kylix à figures noires, 575 av.JC

## Dons

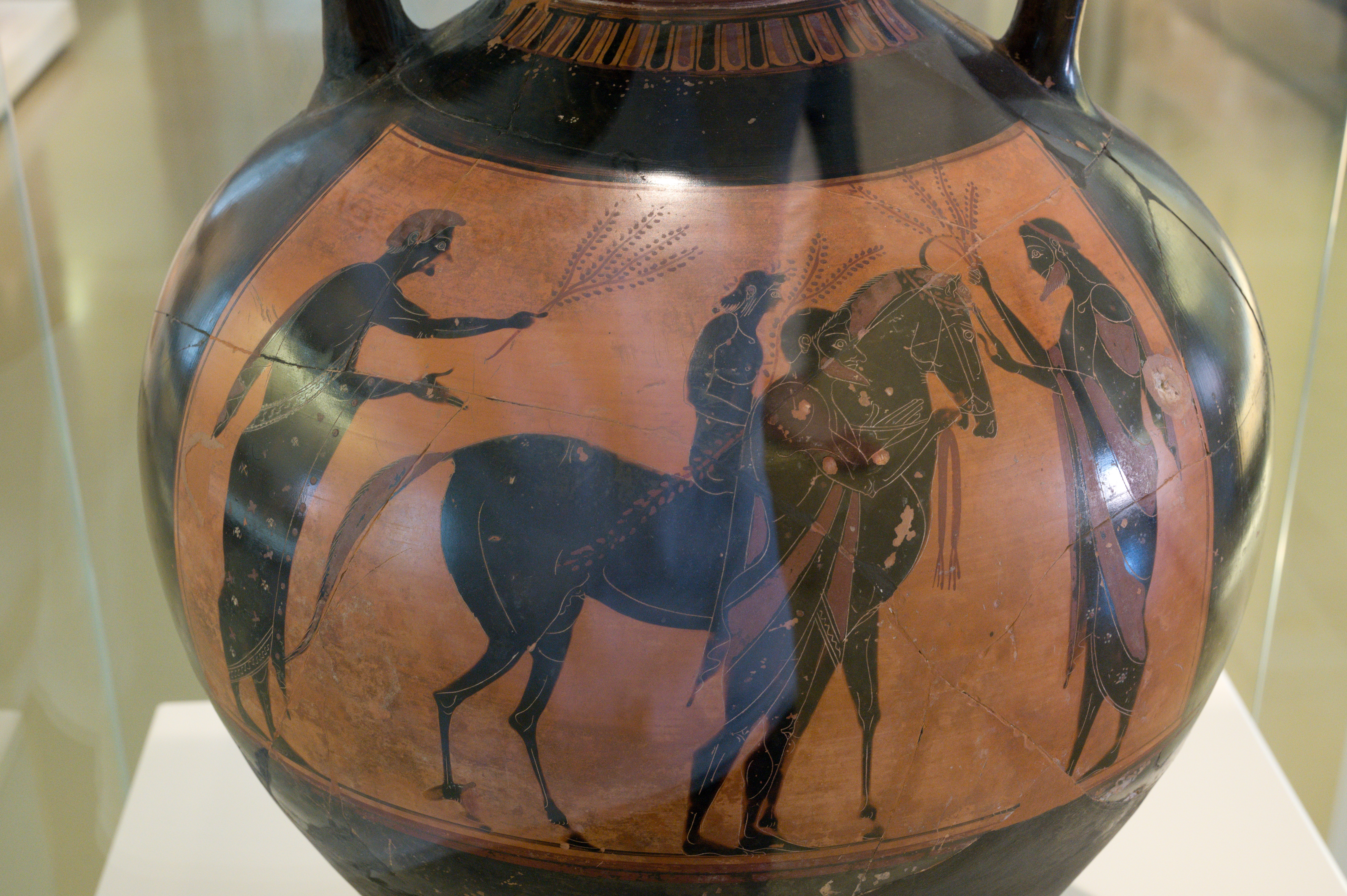
Amphore panathénaïque, peintre du Mastos, 530-520 av. J.-C.

Les donateurs ont complété les collections du musée avec des vases et figurines attiques, béotiens et corinthiens, dont une amphore panathénaïque du peintre du Mastos (530-520 av. J.-C.), une hydrie attique à figures rouges avec une scène d'Oreste assassinant sa mère Clytemnestre, datée de 440 av. J.-C., et un skyphos cabeirien pseudo-à figures rouges béotien (425-400 av. J.-C.) représentant Ulysse profitant de l'hospitalité de Circé dans son palais sur l'île d'Aeaea.